# 2023年の日本公開映画
- 映画 > 映画の一覧 > 年度別日本公開映画 > 2023年の日本公開映画
- 映画 > 2023年の映画 > 2023年の日本公開映画

2023年の日本公開映画（2023ねんのにほんこうかいえいが）では、2023年（令和5年）1月1日から12月31日までに日本で商業公開された映画の一覧を記載。作品名の右の丸括弧内は製作国を示す。
記載の凡例については年度別日本公開映画#凡例を参照

## 作品一覧

### 1月
- 2日
  - チョコレートな人々 ( 日本) [1月 1]
  - 長崎追想 父・井上ひさしへの旅 ( 日本) [1月 2]
  - のむコレ6[RE 1]
    - 正直政治家 チュ・サンスク（朝鮮語版） ( 韓国) [1月 3]
- 4日
  - ボクらの映画 ( 日本) [1月 4]
- 6日
  - 嘘八百 なにわ夢の陣 ( 日本) [1月 5]
  - 英国ロイヤル・オペラ・ハウス シネマシーズン 2022/23 ロイヤル・オペラ「アイーダ」 ( イギリス) [1月 6]
  - おばあちゃんの家 デジタル・リマスター版（朝鮮語版） ( 韓国) [1月 7][RE 2]
  - カンフースタントマン 龍虎武師 ( 香港・ 中国) [1月 8]
  - 恋のいばら ( 日本) [1月 9]
  - テス 4Kリマスター版 ( フランス・ イギリス) [1月 10][RE 3]
  - とべない風船 ( 日本) [1月 11][注釈 1]
  - Dream Collaboration Festival ドリコラ Fes.～アイカツ!シリーズ&プリティーシリーズ～ ( 日本) [1月 12]
  - ドリーム・ホース ( イギリス) [1月 13]
  - ナショナル・シアター・ライブ「レオポルトシュタット（英語版）」 ( イギリス) [1月 14]
  - のむコレ6[RE 1]
    - 殺人美容師 頭の皮を剥ぎ取ります（英語版） ( アメリカ合衆国) [1月 15]

  - 非常宣言（朝鮮語版） ( 韓国) [1月 16]
  - ファミリア ( 日本) [1月 17]
  - Blind Mind ( 日本) [1月 18]
  - 未体験ゾーンの映画たち2023[RE 4][RE 5]
    - アブソリュート/服従者 ( アイルランド・ イギリス・ アメリカ合衆国) [1月 19]
    - VIRUS/ウィルス:32（スペイン語版） ( アルゼンチン・ ウルグアイ) [1月 20]
    - キャプテン・ノバ（オランダ語版） ( オランダ) [1月 21]
    - CONTROL コントロール ( カナダ) [1月 22]
    - 地縛霊 5階の女 ( ベトナム) [1月 23]
    - スナイパー コードネーム:レイブン ( ウクライナ) [1月 24]
    - スモールワールド ( ポーランド) [1月 25]
    - スランバー・パーティー大虐殺 ( アメリカ合衆国) [1月 26]
    - ブラック・サイト 危険区域 ( オーストラリア・ アメリカ合衆国) [1月 27]

  - TVシリーズ特別編集版「名探偵コナン 灰原哀物語～黒鉄のミステリートレイン～」 ( 日本) [1月 28]
  - ラストエンペラー 劇場公開版 4Kレストア ( イタリア・ イギリス・ 中国) [1月 29][RE 6]
- 7日
  - ippo ( 日本) [1月 30]
  - 火面〜嘉吉の箭弓一揆〜 ( 日本) [1月 31][注釈 2]
- 8日
  - のむコレ6[RE 1]
    - オーディン 斬鉄剣 ( 中国) [1月 32]
    - スネークヘッド（英語版） ( アメリカ合衆国) [1月 33]
    - ワン セカンド チャンピオン ( 香港) [1月 34]
- 13日
  - 映画 イチケイのカラス ( 日本) [1月 35]
  - "永遠女優" 甦る青春のアイドルたち <1960-70年代編>[RE 7]
    - 黄金の七人 ( イタリア・ フランス・ スペイン) [1月 36]
    - 続・黄金の七人 レインボー作戦 ( イタリア・ フランス・ スペイン) [1月 37]

  - 銀河英雄伝説 新たなる戦いの序曲 4Kリマスター ( 日本) [1月 38][RE 8]
  - ゲキ×シネ「神州無頼街」 ( 日本) [1月 39]
  - THE FOOLS 愚か者たちの歌 ( 日本) [1月 40]
  - SHE SAID/シー・セッド その名を暴け ( アメリカ合衆国) [1月 41]
  - JSB3 LIVE FILM / RISING SOUND ( 日本) [1月 42][注釈 3]
  - 世界は僕らに気づかない ( 日本) [1月 43]
  - 戦場のメリークリスマス 4K修復版 ( 日本・ イギリス・ ニュージーランド) [1月 44][RE 9][注釈 4]
  - そして僕は途方に暮れる ( 日本) [1月 45]
  - ひみつのなっちゃん。 ( 日本) [1月 46][注釈 5]
  - 編集霊 deleted ( 日本) [1月 47]
  - -25℃ Simple Life ( 日本) [1月 48]
  - マリッジカウンセラー ( 日本) [1月 49][注釈 6]
  - 未体験ゾーンの映画たち2023[RE 4][RE 5]
    - VETERAN ヴェテラン リベンジ（英語版） ( アメリカ合衆国) [1月 50]
    - コードネーム: バンシー ( アメリカ合衆国) [1月 51]
    - CHASE/チェイス 猛追 ( アメリカ合衆国) [1月 52]
    - ヒトラーの死体を奪え! ( イギリス) [1月 53]
    - ファミリー・プレイ ( アメリカ合衆国) [1月 54]
    - マンイーター: 捕食（英語版） ( アメリカ合衆国) [1月 55]
    - ルーシーのセックス・リスト ( アメリカ合衆国) [1月 56]

  - 紫 MURASAKI ～伝説のロック・スピリッツ～ ( 日本) [1月 57]
  - モリコーネ 映画が恋した音楽家（イタリア語版） ( イタリア) [1月 58]
  - 妖怪ウォッチ♪ ジバニャンvsコマさん もんげー大決戦だニャン ( 日本) [1月 59]
  - よりそう花ゝ ( 韓国) [1月 60]
- 14日
  - コペンハーゲンに山を ( デンマーク) [1月 61]
  - 白獣 ( 日本) [1月 62]
  - 若者は山里をめざす ( 日本) [1月 63]
- 20日
  - アイカツ! 10th STORY ～未来へのSTARWAY～ ( 日本) [1月 64]
  - 英国ロイヤル・オペラ・ハウス シネマシーズン 2022/23 ロイヤル・オペラ「ラ・ボエーム」 ( イギリス) [1月 65]
  - エンドロールのつづき（英語版） ( インド・ フランス) [1月 66]
  - キラーカブトガニ ( カナダ) [1月 67]
  - グッドバイ、バッドマガジンズ ( 日本) [1月 68][注釈 7]
  - 劇場版 黒子のバスケ LAST GAME ( 日本) [1月 69][RE 11]
  - 劇場総集編 SSSS.GRIDMAN ( 日本) [1月 70]
  - シャドウプレイ [完全版]  ( 中国) [1月 71]
  - 新封神演義・楊戩 ( 中国) [1月 72]
  - 蒼穹のファフナー BEHIND THE LINE ( 日本) [1月 73]
  - ドギョム: アーサー王への軌跡～韓国ミュージカル『エクスカリバー』～ ( 韓国) [1月 74][注釈 8]
  - ノースマン 導かれし復讐者 ( アメリカ合衆国) [1月 75]
  - パーフェクト・ドライバー/成功確率100%の女 ( 韓国) [1月 76]
  - BAD CITY ( 日本) [1月 77][注釈 9]
  - 母の聖戦（スペイン語版） ( ベルギー・ ルーマニア・ メキシコ) [1月 78]
  - ヒトラーのための虐殺会議 ( ドイツ) [1月 79]
  - 『ヒプノシスマイク -Division Rap Battle-』Rule the Stage《どついたれ本舗 VS Buster Bros!!!》 -Cinema Edit- ( 日本) [1月 80]
  - まくをおろすな! ( 日本) [1月 81]
  - 未体験ゾーンの映画たち2023[RE 4][RE 5]
    - サバイブ 極限死闘 ( アメリカ合衆国) [1月 82]
    - タイム・オブ・ヒーローズ ( カザフスタン) [1月 83]
    - ヘイティング・ゲーム 〜恋とキャリアの必勝法〜 ( アメリカ合衆国) [1月 84]
    - ミッドナイト・マーダー・ライブ（英語版） ( アメリカ合衆国) [1月 85]
    - 迷霊怪談集（ベトナム語版） ( ベトナム) [1月 86]
    - ワイヤー・ルーム ( アメリカ合衆国) [1月 87]

  - 野獣の血（朝鮮語版） ( 韓国) [1月 88]
  - 夢の裏側～ドキュメンタリー・オン・シャドウプレイ ( 中国) [1月 89]
- 21日
  - AFTERGLOWS ( 日本) [1月 90]
  - インド大映画祭 in ケイズシネマ[RE 13]
    - カルナン ( インド) [1月 91]
    - スルターン ( インド) [1月 92]
    - 若き獅子（タミル語版） ( インド) [1月 93]

  - 海クロールとリトルマンハッタン/Crawling in the ocean called Little Manhattan ( 日本) [1月 94]
  - コーンフレーク ( 日本) [1月 95]
  - 新生ロシア1991 ( ベルギー・ オランダ) [1月 96]
- 26日
  - GINAGINA ぎなぎな ( 日本) [1月 97]
- 27日
  - あつい胸さわぎ ( 日本) [1月 98]
  - 『幾多の北』と三つの短編[17]
    - 幾多の北 ( 日本・ フランス) [1月 99]
    - ホッキョクグマすっごくひま ( 日本) [1月 100]
    - 骨噛み ( 日本) [1月 101]
    - ミニミニポッケの大きな庭で ( 日本) [1月 102]

  - イニシェリン島の精霊 ( イギリス・ アメリカ合衆国・ アイルランド) [1月 103]
  - 依存魔（フランス語版） ( ベルギー・ フランス) [1月 104]
  - 金の国 水の国 ( 日本) [1月 105]
  - コインランドリーカタルシス ( 日本) [1月 106]
  - Cinem@rt韓国アニメセレクション[RE 14]
    - アンニョン、僕のユーレイ様 ( 韓国) [1月 107]
    - ジンジンとアキタ ( 韓国) [1月 108]
    - ホテル・ローズ 欲望の館 ( 韓国) [1月 109]
    - 密事 閉ざされた村 ( 韓国) [1月 110]
    - 耳穴 ( 韓国) [1月 111]

  - ハピアー・ザン・エヴァー・ライブ（英語版）～O2アリーナ エクステンデット・カット～ ( イギリス) [1月 112][18]
  - ピンク・クラウド（ポルトガル語版） ( ブラジル) [1月 113]
  - 「劇場版 Free!-the Final Stroke-」前編・後編 一挙上映[RE 15]
    - 劇場版 Free! -the Final Stroke- 前編 ( 日本) [1月 114]
    - 劇場版 Free! -the Final Stroke- 後編 ( 日本) [1月 115]

  - ミスタームーンライト～1966 ザ・ビートルズ武道館公演 みんなで見た夢～ ( 日本) [1月 116]
  - 未体験ゾーンの映画たち2023[RE 4][RE 5]
    - アサシン・ハント エージェント:ゼロ ( アメリカ合衆国) [1月 117]
    - ガンズ・アンド・キラーズ（英語版） ( アメリカ合衆国) [1月 118]
    - 極道統一 ( 中国) [1月 119]
    - ザ・ローブ THE HEROES HIGHT VOLTAGE（英語版） ( アメリカ合衆国) [1月 120]
    - バトル・オブ・サブマリン（ドイツ語版） ( ポーランド) [1月 121]
    - リミテッド（英語版） ( オーストラリア) [1月 122]

  - 遊撃/映画監督 中島貞夫 ( 日本) [1月 123]
  - レジェンド&バタフライ ( 日本) [1月 124]
- 28日
  - シネマ組踊 孝行の巻 ( 日本) [1月 125]
- 29日
  - プリンセス プリンセスライヴ・フィルム『The Last Live』～メンバーの出会いから40周年記念プロジェクト-DIAMONDS STORY-～一日限定プレミアム上映 ( 日本) [1月 126][19][20]

### 2月
- 1日
  - BTS: Yet To Come in Cinemas ( 韓国) [2月 1]
- 3日
  - 暗殺 ( 中国) [2月 2]
  - 生きててごめんなさい ( 日本) [2月 3]
  - 浮かぶ ( 日本) [2月 4]
  - カラヴァッジオ ( イギリス) [2月 5][RE 6]
  - 「鬼滅の刃」上弦集結、そして刀鍛冶の里へ ( 日本) [2月 6]
  - 仕掛人・藤枝梅安 ( 日本) [2月 7]
  - ジャンルだけロマンス（朝鮮語版） ( 韓国) [2月 8]
  - スクロール ( 日本) [2月 9]
  - すべてうまくいきますように（フランス語版） ( フランス・ ベルギー) [2月 10]
  - セッション ( アメリカ合衆国) [2月 11][RE 16]
  - 突撃!隣のUFO ( 日本) [2月 12]
  - 日本列島生きもの超伝説 劇場版ダーウィンが来た! ( 日本) [2月 13]
  - ぬけろ、メビウス!! ( 日本) [2月 14]
  - バイオレント・ナイト ( アメリカ合衆国) [2月 15]
  - パラム パラム パラム（朝鮮語版） ( 韓国) [2月 16]
  - FALL/フォール ( アメリカ合衆国) [2月 17]
  - 未体験ゾーンの映画たち2023[RE 4][RE 5]
    - 女剣客（中国語版） ( 中国) [2月 18]
    - ジョーズ・バケーション（英語版） ( アメリカ合衆国) [2月 19]
    - ベニー・ラブズ・ユー（英語版） ( イギリス) [2月 20]
    - ユー・アー・ノット・マイ・マザー（英語版） ( アイルランド) [2月 21]

  - METライブビューイング2022-23 ケヴィン・プッツ（英語版）「めぐりあう時間たち（英語版）」 ( アメリカ合衆国) [2月 22]
  - ラ・ラ・ランド ( アメリカ合衆国) [2月 23][RE 16]
- 4日
  - 君に幸あれよ ( 日本) [2月 24]
  - 茶飲友達 ( 日本) [2月 25]
  - 彼岸のふたり ( 日本・ アメリカ合衆国) [2月 26]
  - みんな生きている ～二つ目の誕生日～ ( 日本) [2月 27]
- 10日
  - エゴイスト ( 日本) [2月 28]
  - 崖上のスパイ ( 中国) [2月 29]
  - 君の名前で僕を呼んで ( イタリア・ フランス・ ブラジル・ アメリカ合衆国) [2月 30][RE 17]
  - 銀平町シネマブルース ( 日本) [2月 31]
  - コンパートメントNo.6（フィンランド語版） ( フィンランド・ ロシア・ エストニア・ ドイツ) [2月 32]
  - 呪呪呪/死者をあやつるもの ( 韓国) [2月 33]
  - Sin Clock ( 日本) [2月 34]
  - Sleepless/米国音楽[21]
    - Sleepless ( 日本) [2月 35]
    - 米国音楽 ( 日本) [2月 36]

  - 対峙 ( アメリカ合衆国) [2月 37]
  - タイタニック ジェームズ・キャメロン25周年3Dリマスター ( アメリカ合衆国) [2月 38][RE 18]
  - 小さき麦の花（中国語版） ( 中国) [2月 39]
  - ナショナル・シアター・ライブ「かもめ」 ( イギリス) [2月 40]
  - ヌレエフ: 伝説と遺産 ( イギリス) [2月 41]
  - #マンホール ( 日本) [2月 42]
  - バビロン ( アメリカ合衆国) [2月 43]
  - バンバン! ( インド) [2月 44]
  - BLOWBACK ブロウバック ( アメリカ合衆国) [2月 45]
  - 劇場版ポルノグラファー～プレイバック～ ( 日本) [2月 46][RE 19]
  - リバイスForward 仮面ライダーライブ&エビル&デモンズ ( 日本) [2月 47]
- 11日
  - 一生売れない心の準備はできてるか ( 日本) [2月 48]
  - 手のひらのパズル ( 日本) [2月 49]
  - 二十歳の息子 ( 日本) [2月 50]
  - 私はどこから来たのか、何者なのか、どこへ行くのか、そしてあなたは… ( 日本) [2月 51]
- 16日
  - 目の見えない白鳥さん、アートを見にいく ( 日本) [2月 52]
- 17日
  - ICE ふたりのプログラム（ロシア語版） ( ロシア) [2月 53]
  - アントマン&ワスプ:クアントマニア ( アメリカ合衆国) [2月 54]
  - いつかの君にもわかること（イタリア語版） ( イタリア・ ルーマニア・ イギリス) [2月 55]
  - 英国ロイヤル・オペラ・ハウス シネマシーズン 2022/23 ロイヤル・バレエ「ダイヤモンド・セレブレーション」 ( 日本) [2月 56]
  - ndjc:若手映画作家育成プロジェクト2022 [2月 57]
    - うつぶせのまま踊りたい ( 日本) [2月 58]
    - サボテンと海底 ( 日本) [2月 59]
    - デブリーズ ( 日本) [2月 60]
    - ラ・マヒ ( 日本) [2月 61]

  - オタール・イオセリアーニ映画祭 ～ジョージア、そしてパリ～ [RE 20]
    - ある映画作家の手紙。白黒映画のための七つの断片 ( フランス) [2月 62]
    - 歌うつぐみがおりました（ロシア語版） ( ソビエト連邦) [2月 63]
    - 月曜日に乾杯! ( フランス・ イタリア) [2月 64]
    - 四月（ロシア語版） ( ソビエト連邦) [2月 65]
    - 水彩画（ロシア語版） ( ソビエト連邦) [2月 66]
    - 素敵な歌と舟はゆく ( フランス・ スイス・ イタリア) [2月 67]
    - 月の寵児たち（フランス語版） ( フランス・ イタリア) [2月 68]
    - 田園詩（ロシア語版） ( ソビエト連邦) [2月 69]
    - トスカーナの小さな修道院（フランス語版） ( フランス) [2月 70]
    - 珍しい花の歌 ( ソビエト連邦) [2月 71]
    - 落葉（ロシア語版） ( ソビエト連邦) [2月 72]

  - 映画 佐々木と宮野-卒業編- ( 日本) [2月 73]
    - 平野と鍵浦 ( 日本) [2月 74]

  - シャイロックの子供たち ( 日本) [2月 75]
  - 呪餐 悪魔の奴隷（インドネシア語版） ( インドネシア) [2月 76]
  - BLUE GIANT ( 日本) [2月 77]
  - ベネデッタ ( フランス・ オランダ) [2月 78]
  - ボーンズ アンド オール ( アメリカ合衆国) [2月 79]
  - 別れる決心 ( 韓国) [2月 80]
- 18日
  - アクターズ・ショート・フィルム3 ( 日本) [2月 81]
  - 「生きる」大川小学校 津波裁判を闘った人たち ( 日本) [2月 82]
  - オタール・イオセリアーニ映画祭 ～ジョージア、そしてパリ～ [RE 20]
    - ここに幸あり（フランス語版） ( フランス・ イタリア・ ロシア) [2月 83]
    - 蝶採り（フランス語版） ( フランス・ ドイツ・ イタリア) [2月 84]
    - 唯一、ゲオルギア ( フランス) [2月 85]

  - 劇場版 センキョナンデス ( 日本) [2月 86]
  - TOCKA [タスカー] ( 日本) [2月 87]
- 23日
  - アラビアンナイト 三千年の願い ( オーストラリア・ アメリカ合衆国) [2月 88]
  - ウルトラマンデッカー最終章 旅立ちの彼方へ… ( 日本) [2月 89][注釈 10]
  - エンパイア・オブ・ライト ( イギリス・ アメリカ合衆国) [2月 90]
  - 逆転のトライアングル ( スウェーデン) [2月 91]
  - 少女は卒業しない ( 日本) [2月 92]
  - ちひろさん ( 日本) [2月 93][注釈 11]
  - もう、歩けない男（英語版） ( アメリカ合衆国) [2月 94]
  - 湯道 ( 日本) [2月 95]
  - ワース 命の値段 ( アメリカ合衆国) [2月 96]
- 24日
  - いちばん逢いたいひと ( 日本) [2月 97]
  - 英国ロイヤル・オペラ・ハウス シネマシーズン 2022/23 ロイヤル・バレエ「くるみ割り人形」 ( イギリス) [2月 98]
  - 最後まで行く ( 韓国) [2月 99][RE 21]
  - 日の丸～寺山修司40年目の挑発～ ( 日本) [2月 100]
  - MUSICAL「ルードヴィヒ～Beethoven The Piano～」 ( 日本) [2月 101]
  - レッドシューズ ( 日本) [2月 102][注釈 12]
- 25日
  - スパイを愛した女たち リヒャルト・ゾルゲ（ロシア語版） ( ロシア・ ウクライナ・ 中国) [2月 103]
  - ただいま、つなかん ( 日本) [2月 104]
  - DOOR デジタルリマスター版 ( 日本) [2月 105][RE 22]
  - 劇場版 ナオト、いまもひとりっきり ( 日本) [2月 106]
  - ペーパーシティ 東京大空襲の記憶 ( オーストラリア) [2月 107]

### 3月
- 1日
  - オタール・イオセリアーニ映画祭 ～ジョージア、そしてパリ～ [RE 20]
    - エウスカディ、1982年夏 ( フランス) [3月 1]
    - 群盗、第七章（フランス語版） ( フランス・ スイス・ イタリア・ ロシア・ ジョージア) [3月 2]
    - ジョージアの古い歌（フランス語版） ( ソビエト連邦) [3月 3]
    - そして光ありき（フランス語版） ( フランス・ イタリア・ 西ドイツ) [3月 4]
    - 鋳鉄 ( ソビエト連邦) [3月 5]
    - 皆さま、ごきげんよう（フランス語版） ( フランス・ ジョージア) [3月 6]
- 2日
  - オタール・イオセリアーニ映画祭 ～ジョージア、そしてパリ～ [RE 20]
    - 汽車はふたたび故郷へ（フランス語版） ( フランス・ ジョージア) [3月 7]
- 3日
  - アート・オン・スクリーン Season 3/ピサロ -印象派の父 ( イギリス) [3月 8][注釈 13]
  - アート・オン・スクリーン Season 3/ルネサンスの巨匠 ラファエロのすべて ( イギリス) [3月 9][注釈 14]
  - エッフェル塔～創造者の愛～（フランス語版） ( フランス・ ドイツ・ ベルギー) [3月 10]
  - エブリシング・エブリウェア・オール・アット・ワンス ( アメリカ合衆国) [3月 11][注釈 15]
  - 丘の上の本屋さん（イタリア語版） ( イタリア) [3月 12]
  - 熊川哲也 Kバレエ カンパニー 「クレオパトラ」 in Cinema ( 日本) [3月 13]
  - KG200 ナチス爆撃航空団 ( アメリカ合衆国) [3月 14]
  - 映画ドラえもん のび太と空の理想郷 ( 日本) [3月 15]
  - なのに、千輝くんが甘すぎる。 ( 日本) [3月 16]
  - 走れ!走れ走れメロス ( 日本) [3月 17]
  - バニシング・ポイント 4Kデジタルリマスター版 ( アメリカ合衆国) [3月 18][RE 24]
  - フェイブルマンズ ( アメリカ合衆国) [3月 19]
  - ブラックライト ( オーストラリア) [3月 20]
  - ホーリー・トイレット ( ドイツ) [3月 21]
  - マイヤ・イソラ 旅から生まれるデザイン ( フィンランド・ ドイツ) [3月 22]
  - マリリンとアインシュタイン ( イギリス) [3月 23][RE 6]
  - マジック・マイク ラストダンス ( アメリカ合衆国) [3月 24]
  - METライブビューイング2022-23 ジョルダーノ「フェドーラ（英語版）」 ( アメリカ合衆国) [3月 25]
- 4日
  - 息ができない ( 日本) [3月 26]
  - 知多良監督特集「恋と生活」[3月 27][RE 25]
    - 桜桃らんでぶー ( 日本) [3月 28]
    - 金色の景色 ( 日本) [3月 29]
    - 見えない、光 ( 日本) [3月 30]
    - ロープウェイ ( 日本) [3月 31]

  - どん底 4Kレストア版 ( フランス) [3月 32][RE 26][28]
- 5日
  - ONAKAMA 2023 THE MOVIE ( 日本) [3月 33][29]
- 10日
  - アート・オン・スクリーン Season 3/ゴッホ「ひまわり」に隠された謎 ( イギリス) [3月 34][注釈 16]
  - 有り、触れた、未来 ( 日本) [3月 35]
  - Winny ( 日本) [3月 36]
  - 美しい彼～special edit version～ ( 日本) [3月 37]
  - オットーという男 ( アメリカ合衆国) [3月 38]
  - オマージュ（朝鮮語版） ( 韓国) [3月 39]
  - 映画 きかんしゃトーマス めざせ!夢のチャンピオンカップ ( イギリス) [3月 40]
  - 劇場総集編 SSSS.DYNAZENON ( 日本) [3月 41]
  - デスNS/インフルエンサー監禁事件 ( カナダ) [3月 42]
  - 七十七天 Seventy-Seven Days ( 中国) [3月 43]
  - バトルキング!!-We'll rise again- ( 日本) [3月 44]
  - パンズ・ラビリンス ( スペイン・ メキシコ) [3月 45][RE 27]
  - ひとりぼっちじゃない ( 日本) [3月 46]
  - ビリー・ホリデイ物語 Lady Day at Emerson's Bar & Grill（英語版） ( アメリカ合衆国) [3月 47]
  - 触れッドペリー ( 日本) [3月 48]
  - マシュー・ボーン in Cinema「くるみ割り人形!」 ( イギリス) [3月 49]
- 11日
  - あのこを忘れて ( 日本) [3月 50]
  - 飯舘村 べこやの母ちゃん-それぞれの選択 ( 日本) [3月 51]
  - 書かれた顔 4Kレストア版 ( 日本・ スイス) [3月 52][RE 28]
  - REVOLUTION+1 ( 日本) [3月 53][注釈 17]
- 17日
  - アンドレ・レオン・タリー 美学の追求者 ( アメリカ合衆国) [3月 54]
  - 犬、回転して、逃げる ( 日本) [3月 55]
  - 【推しの子】Mother and Children ( 日本) [3月 56]
  - コンペティション（スペイン語版） ( スペイン・ アルゼンチン) [3月 57]
  - The Son/息子 ( イギリス・ フランス) [3月 58]
  - 死体の人 ( 日本) [3月 59]
  - シャザム!〜神々の怒り〜 ( アメリカ合衆国) [3月 60]
  - シンデレラ/3つの願い（ノルウェー語版） ( ノルウェー) [3月 61]
  - 長ぐつをはいたネコと9つの命 ( アメリカ合衆国) [3月 62]
  - ハンサン -龍の出現- ( 韓国) [3月 63]
  - Fantasy on Ice 2022 コラボレーション・コレクション ( 日本) [3月 64][36]
  - メグレと若い女の死（フランス語版） ( フランス) [3月 65]
  - 妖怪の孫 ( 日本) [3月 66]
  - 横浜F・マリノス クラブ創設30周年記念ドキュメンタリー Beyond Together ( 日本) [3月 67]
  - 零落 ( 日本) [3月 68]
  - わたしの幸せな結婚 ( 日本) [3月 69]
- 18日
  - クモとサルの家族 ( 日本) [3月 70]
  - 郊外の鳥たち（英語版） ( 中国) [3月 71]
  - 17クラブ ( 日本) [3月 72]
  - Single8 ( 日本) [3月 73]
  - シン・仮面ライダー ( 日本) [3月 74][注釈 18]
  - 宮古島物語ふたたヴィラ ( 日本) [3月 75]
  - ミューズは溺れない ( 日本) [3月 76]
  - 赦し ( 日本) [3月 77]
- 22日
  - ALL OF THOSE VOICES ( イギリス) [3月 78]
- 24日
  - 劇場版アルゴナビス AXIA ( 日本) [3月 79]
  - 英国ロイヤル・オペラ・ハウス シネマシーズン 2022/23 ロイヤル・バレエ「赤い薔薇ソースの伝説」 ( イギリス) [3月 80]
  - グリッドマン ユニバース ( 日本) [3月 81]
  - ココロのバショ ( 日本) [3月 82]
  - 雑魚どもよ、大志を抱け! ( 日本) [3月 83]
  - 三茶のポルターガイスト ( 日本) [3月 84]
  - 18歳、つむぎます 私の卒業 第4期 ( 日本) [3月 85]
  - シング・フォー・ミー、ライル ( アメリカ合衆国) [3月 86]
  - 青春弑恋（中国語版） ( 台湾) [3月 87]
  - デヴィッド・ボウイ ムーンエイジ・デイドリーム（英語版） ( ドイツ・ アメリカ合衆国) [3月 88]
  - dog and people 犬と人の間にあるもの ( 日本) [3月 89]
  - パルプ・フィクション ( アメリカ合衆国) [3月 90][RE 29][注釈 19]
  - 「ヒプノシスマイク Division Rap Battle」Rule the Stage《Bad Ass Temple VS 麻天狼》Cinema Edit ( 日本) [3月 91]
  - ベイビーわるきゅーれ 2ベイビー ( 日本) [3月 92]
  - マッシブ・タレント ( アメリカ合衆国) [3月 93]
  - ロストケア ( 日本) [3月 94]
- 25日
  - うつろいの時をまとう ( 日本) [3月 95]
  - 演者 ( 日本) [3月 96]
  - 音の映画 Our Sounds ( 日本) [3月 97]
  - 自分革命映画闘争 ( 日本) [3月 98]
  - 仁義なき幕末 -龍馬死闘篇- ( 日本) [3月 99]
  - トオイと正人 ( 日本) [3月 100]
  - もう一度生まれる ( 日本) [3月 101]
    - 還る ( 日本) [3月 102]
- 31日
  - 生きる LIVING ( イギリス) [3月 103]
  - エスター ファースト・キル ( アメリカ合衆国) [3月 104]
  - 消せない記憶 ( 日本) [3月 105]
  - GOLDFISH ( 日本) [3月 106]
  - ダンジョンズ&ドラゴンズ/アウトローたちの誇り ( アメリカ合衆国) [3月 107]
  - DOOR2 デジタルリマスター版 ( 日本) [3月 108][RE 31]
  - 映画刀剣乱舞 -黎明- ( 日本) [3月 109]
  - DOCUMENTARY of MISS UNIVERSE・JAPAN 2022 ( 日本) [3月 110]
  - トリとロキタ（フランス語版） ( ベルギー・ フランス) [3月 111]
  - 映画 ネメシス 黄金螺旋の謎 ( 日本) [3月 112]
  - Not famous man ～流浪のうどん職人 ニューヨークへ行く～ ( 日本) [3月 113]
  - フラッシュ・ゴードン 4K ( アメリカ合衆国) [3月 114][RE 32]
  - 屋根の上のバイオリン弾き物語 ( アメリカ合衆国) [3月 115]
  - 劇場アニメ「らくだい魔女 フウカと闇の魔女」 ( 日本) [3月 116]
  - わたしの見ている世界が全て ( 日本) [3月 117]

### 4月
- 1日
  - 明日香に生きる ( 日本) [4月 1][注釈 20]
  - ケアを紡いで ( 日本) [4月 2]
  - NEVER MIND DA 渋さ知らズ 番外地篇 ( 日本) [4月 3]
  - 放送不可能。 ( 日本) [4月 4][注釈 21]
- 7日
  - イントゥ・ザ・ネイチャー 自然が教えてくれること ( アメリカ合衆国) [4月 5]
  - 劇場版 美しい彼～eternal～ ( 日本) [4月 6]
  - AIR/エア ( アメリカ合衆国) [4月 7]
  - オオカミ狩り（朝鮮語版） ( 韓国) [4月 8]
  - ガール・ピクチャー（フィンランド語版） ( フィンランド) [4月 9]
  - ザ・ホエール ( アメリカ合衆国) [4月 10]
  - 仕掛人・藤枝梅安 2 ( 日本) [4月 11]
  - シャンタル・アケルマン映画祭 2023[RE 33]
    - 家からの手紙 デジタル・リマスター版（フランス語版） ( ベルギー・ フランス) [4月 12]
      - 街をぶっ飛ばせ（フランス語版） ( ベルギー) [4月 13]

    - ゴールデン・エイティーズ デジタル・リマスター版（フランス語版） ( ベルギー・ フランス・ スイス) [4月 14]
    - 一晩中 デジタル・リマスター版（フランス語版） ( ベルギー・ フランス) [4月 15]

  - ジョージア、白い橋のカフェで逢いましょう（ドイツ語版） ( ドイツ・ ジョージア) [4月 16]
  - 世界の終わりから ( 日本) [4月 17]
  - 山海経 霊獣図鑑 ( 中国) [4月 18]
  - ダークグラス ( イタリア・ フランス) [4月 19]
  - ノートルダム 炎の大聖堂 ( フランス・ イタリア) [4月 20]
  - ノック 終末の訪問者 ( アメリカ合衆国) [4月 21]
  - ヌーのコインロッカーは使用禁止 ( 日本) [4月 22]
  - 薔薇の名前 レストア版 ( フランス・ イタリア・ 西ドイツ) [4月 23][RE 6]
  - パリタクシー（フランス語版） ( フランス) [4月 24]
  - プリンセス・プリンシパル Crown Handler 第3章 ( 日本) [4月 25]
  - ヤクザと家族 The Family ( 日本) [4月 26][RE 34]
- 8日
  - この小さな手 ( 日本) [4月 27]
  - 最高の花婿 ファイナル（フランス語版） ( フランス) [4月 28]
  - シャンタル・アケルマン映画祭 2023[RE 33]
    - 東から デジタル・リマスター版（フランス語版） ( ベルギー・ フランス) [4月 29]

  - 人形たち～Dear Dolls ( 日本) [4月 30]
    - Bird Woman ( 日本) [4月 31][40]
- 14日
  - 幻滅（フランス語版） ( フランス) [4月 32]
  - search/#サーチ2 ( アメリカ合衆国) [4月 33]
  - サイド バイ サイド 隣にいる人 ( 日本) [4月 34]
  - 謝肉祭まで ( 日本) [4月 35]
  - 聖地には蜘蛛が巣を張る ( デンマーク・ ドイツ・ スウェーデン・ フランス) [4月 36]
  - ナショナル・シアター・ライブ「るつぼ」 ( イギリス) [4月 37]
  - ぬいぐるみとしゃべる人はやさしい ( 日本) [4月 38]
  - ハロウィン THE END ( アメリカ合衆国) [4月 39]
  - マネーボーイズ（中国語版） ( オーストリア・ フランス・ 台湾・ ベルギー) [4月 40]
  - 見知らぬ隣人（朝鮮語版） ( 韓国) [4月 41]
  - 未来は裏切りの彼方に ( スロバキア) [4月 42]
  - 名探偵コナン 黒鉄の魚影 ( 日本) [4月 43]
  - 妖獣奇譚 ニンジャVSシャーク ( 日本) [4月 44]
  - 若き仕立屋の恋 Long version ( 香港) [4月 45][RE 35]
- 15日
  - 上飯田の話 ( 日本) [4月 46]
  - ツィゴイネルワイゼン 4Kデジタル完全修復版 ( 日本) [4月 47][RE 36][注釈 22]
  - ヘルメットワルツ ( 日本) [4月 48]
  - マリウポリ 7日間の記録（ドイツ語版） ( リトアニア・ フランス・ ドイツ) [4月 49]
  - ラフラフダイ ( 日本) [4月 50]
- 19日
  - Coldplay Music Of The Spheres: Live at River Plate（英語版） ( イギリス) [4月 51]
  - 滝沢歌舞伎ZERO FINAL ( 日本) [4月 52]
- 21日
  - ヴィレッジ ( 日本) [4月 53]
  - 占いゲーム ( 日本) [4月 54]
  - 大阪古着日和 ( 日本) [4月 55]
  - ゲネプロ★7 ( 日本) [4月 56]
  - 高速道路家族（朝鮮語版） ( 韓国) [4月 57]
  - 午前4時にパリの夜は明ける（フランス語版） ( フランス) [4月 58]
  - sio/100年続く、店のはじまり ( 日本) [4月 59]
  - 東京リベンジャーズ2 血のハロウィン編 -運命- ( 日本) [4月 60]
  - 凪の憂鬱 ( 日本) [4月 61]
  - HIDARI (パイロット版) ( 日本) [4月 62]
  - ヒットマン・ロイヤー ( 日本) [4月 63]
  - プーチンより愛を込めて ( ラトビア・ スイス・ チェコ・ ロシア・ ドイツ・ フランス) [4月 64]
  - べネシアフレニア（スペイン語版） ( スペイン) [4月 65]
  - ムーンライズ・キングダム ( アメリカ合衆国) [4月 66][RE 38]
  - METライブビューイング2022-23 ワーグナー「ローエングリン」 ( アメリカ合衆国) [4月 67]
  - レッド・ロケット（英語版） ( アメリカ合衆国) [4月 68]
- 22日
  - あの夏のアダム（英語版） ( アメリカ合衆国) [4月 69]
  - グレート・グリーン・ウォール ( イギリス) [4月 70]
  - J005311 ( 日本) [4月 71]
  - 独裁者たちのとき（ロシア語版） ( ロシア・ ベルギー) [4月 72]
  - 1PM ワン・アメリカン・ムービー ( アメリカ合衆国) [4月 73][RE 39]
- 23日
  - 中国女 ( フランス) [4月 74][RE 39]
- 28日
  - アダマン号に乗って（フランス語版） ( フランス・ 日本) [4月 75]
  - ザ・スーパーマリオブラザーズ・ムービー ( アメリカ合衆国・ 日本) [4月 76]
  - 聖闘士星矢 The Beginning ( 日本・ アメリカ合衆国) [4月 77]
  - セールス・ガールの考現学 ( モンゴル) [4月 78]
  - せかいのおきく ( 日本) [4月 79]
  - 追悼 ジャン=リュック・ゴダール映画祭[RE 40]
    - カラビニエ ( フランス・ イタリア) [4月 80]
    - カルメンという名の女 ( フランス) [4月 81]
    - ゴダールのマリア ( フランス) [4月 82]
    - 小さな兵隊 ( フランス) [4月 83]
    - パッション ( フランス・ スイス) [4月 84]

  - 劇場版TOKYO MER～走る緊急救命室～ ( 日本) [4月 85]
  - 中森明菜イースト・ライヴ インデックス23 劇場用4Kデジタルリマスター版 ( 日本) [4月 86]
  - 不思議の国の数学者（朝鮮語版） ( 韓国) [4月 87]
- 29日
  - エスパーX探偵社 ～さよならのさがしもの～ ( 日本) [4月 88]
  - 子どもの瞳をみつめて ( フィリピン) [4月 89]
  - 追悼 ジャン=リュック・ゴダール映画祭[RE 40]
    - ウイークエンド ( フランス・ イタリア) [4月 90]
    - ゴダールの決別 ( フランス・ スイス) [4月 91]
    - ゴダールの探偵 ( フランス) [4月 92]
    - はなればなれに ( フランス) [4月 93]

  - 大地よ アイヌとして生きる ( 日本) [4月 94]
  - Dr.Bala ( 日本) [4月 95]
  - ナイトクラビング: マクシズ・カンザス・シティ ( スペイン) [4月 96]
  - ニューヨークの中国女 ( アメリカ合衆国) [4月 97][RE 39]
  - 放課後アングラーライフ ( 日本) [4月 98]
  - Life work of Akira Kurosawa 黒澤明のライフワーク ( 日本) [4月 99]
  - 私、オルガ・ヘプナロヴァー ( チェコ・ ポーランド・ スロバキア・ フランス) [4月 100]

### 5月
- 1日
  - PascaLs しあわせのようなもの ( 日本) [5月 1]
- 3日
  - 暴太郎戦隊ドンブラザーズVSゼンカイジャー ( 日本) [5月 2]
  - ガーディアンズ・オブ・ギャラクシー:VOLUME 3 ( アメリカ合衆国) [5月 3]
- 5日
  - EO イーオー ( ポーランド・ イタリア) [5月 4]
  - ウィ、シェフ!（フランス語版） ( フランス) [5月 5]
  - 帰れない山 ( イタリア・ ベルギー・ フランス) [5月 6]
  - 銀河鉄道の父 ( 日本) [5月 7]
  - ジュリア(s)（フランス語版） ( フランス) [5月 8]
  - 食人族 4Kリマスター無修正完全版 ( イタリア) [5月 9][RE 41]
  - それでも私は生きていく（フランス語版） ( フランス・ イタリア・ ドイツ) [5月 10]
  - テリファー ( アメリカ合衆国) [5月 11][RE 42]
  - 浜田省吾『A PLACE IN THE SUN at 渚園 Summer of 1988』 ( 日本) [5月 12]
  - ハマのドン ( 日本) [5月 13]
  - Be Here Now ( 日本) [5月 14]
  - 左利きの女 4Kレストア版（ドイツ語版） ( 西ドイツ) [5月 15][RE 6]
- 6日
  - さいはて ( 日本) [5月 16]
- 12日
  - アルマゲドン・タイム ある日々の肖像 ( アメリカ合衆国) [5月 17]
  - 劇場版 推しが武道館いってくれたら死ぬ ( 日本) [5月 18]
  - おとななじみ ( 日本) [5月 19]
  - 劇場版 PSYCHO-PASS サイコパス PROVIDENCE ( 日本) [5月 20]
  - The Witch 魔女 ( 韓国) [5月 21][RE 43]
  - 静かなるドン 前編 ( 日本) [5月 22]
  - ショー・ミー・ザ・ゴースト（朝鮮語版） ( 韓国) [5月 23]
  - 聖なる復讐者（朝鮮語版） ( 韓国) [5月 24]
  - それいけ!ゲートボールさくら組 ( 日本) [5月 25]
  - TAR/ター ( アメリカ合衆国) [5月 26]
  - デスパレート・ラン ( アメリカ合衆国) [5月 27]
  - なぎさ ( 日本) [5月 28]
  - ブラフマーストラ ( インド) [5月 29]
  - フリークスアウト ( イタリア・ ベルギー) [5月 30]
  - METライブビューイング2022-23 ヴェルディ「ファルスタッフ」 ( アメリカ合衆国) [5月 31]
  - MEMORY メモリー ( アメリカ合衆国) [5月 32]
  - ライフ・イズ・クライミング! ( 日本) [5月 33]
  - レット・イット・ビー 〜怖いものは、やはり怖い〜 ( 日本) [5月 34]
- 13日
  - 嘘の起源[41][42]
    - 絵掻きうた ( 日本) [5月 35]
    - ホワイト ライ ( 日本) [5月 36]

  - 同じ下着を着るふたりの女（朝鮮語版） ( 韓国) [5月 37]
  - 東京組曲2020 ( 日本) [5月 38]
  - なんてこった異次元映画セレクション[RE 44]
    - いずれあなたが知る話 ( 日本) [5月 39]
    - 見たものの記録 ( 日本) [5月 40]

  - 路辺花草 ( 日本) [5月 41]
- 19日
  - Amuse Presents SUPER HANDSOME LIVE 2022"ROCK YOU! ROCK ME!!"3面ライブスクリーン ( 日本) [5月 42]
  - 宇宙人のあいつ ( 日本) [5月 43]
  - 英国ロイヤル・オペラ・ハウス シネマシーズン 2022/23 ロイヤル・オペラ「セビリアの理髪師」 ( イギリス) [5月 44]
  - 永久少年 Eternal Boys 特別編集版 ( 日本) [5月 45]
  - 縁路はるばる（広東語版） ( 香港) [5月 46]
  - 最後まで行く ( 日本) [5月 47]
  - 静かなるドン 後編 ( 日本) [5月 48]
  - シナぷしゅ THE MOVIE ぷしゅほっぺにゅうワールド ( 日本) [5月 49]
  - 少年と犬 ( アメリカ合衆国) [5月 50][RE 45]
  - スタンドマイヒーローズ WARMTH OF MEMORIES ( 日本) [5月 51]
  - ソフト/クワイエット ( アメリカ合衆国) [5月 52]
  - 竹内亮ドキュメンタリーウィーク[RE 46]
    - お久しぶりです、武漢 ( 中国) [5月 53]
    - 再会長江 ( 中国) [5月 54]
    - 大涼山 ( 中国) [5月 55]
    - ファーウェイ100面相 ( 中国) [5月 56]

  - バンクシー 抗うものたちのアート革命 ( イギリス) [5月 57]
  - まーごめ180キロ ( 日本) [5月 58]
  - ワイルド・スピード/ファイヤーブースト ( アメリカ合衆国) [5月 59]
  - 私のプリンス・エドワード（広東語版） ( 香港) [5月 60]
- 20日
  - 劇場版アイドリッシュセブン LIVE 4bit BEYOND THE PERiOD ( 日本) [5月 61]
  - あの子の夢を水に流して ( 日本) [5月 62]
  - ある日、ある女。 ( 日本) [5月 63]
  - 老ナルキソス ( 日本) [5月 64]
  - ストレージマン ( 日本) [5月 65]
    - Motherhood ( 日本) [5月 66]

  - 世界で戦うフィルムたち ( 日本) [5月 67]
- 26日
  - aftersun/アフターサン ( イギリス・ アメリカ合衆国) [5月 68]
  - アムリタの饗宴/アラーニェの虫籠 <リファイン版>[43]
    - アムリタの饗宴 ( 日本) [5月 69]
    - アラーニェの虫籠 <リファイン版> ( 日本) [5月 70]

  - 劇場版 Collar×Malice -deep cover- 前編 ( 日本) [5月 71]
  - 岸辺露伴 ルーヴルへ行く ( 日本) [5月 72]
  - クリード 過去の逆襲 ( アメリカ合衆国) [5月 73]
  - クロスロード・ギター・フェスティヴァル2019（英語版） ( イギリス) [5月 74]
  - こわれること いきること ( 日本) [5月 75][注釈 23]
  - THE WITCH/魔女 -増殖- ( 韓国) [5月 76]
  - THE KILLER/暗殺者 ( 韓国) [5月 77]
  - 65/シックスティ・ファイブ ( アメリカ合衆国) [5月 78]
  - トップをねらえ! ( 日本) [5月 79][RE 47]
  - ナショナル・シアター・ライブ「ライフ・オブ・パイ（英語版）」 ( イギリス) [5月 80]
  - 26時13分 ( 日本) [5月 81]
  - はざまに生きる、春 ( 日本) [5月 82]
  - 波紋 ( 日本) [5月 83]
  - 僕の町はお風呂が熱くて埋蔵金が出てラーメンが美味い。 ( 日本) [5月 84]
  - メーサーロシュ・マールタ（英語版）監督特集上映[RE 48]
    - アダプション ある母と娘の記録（英語版） ( ハンガリー) [5月 85]
    - ドント・クライ プリティ・ガールズ!（フランス語版） ( ハンガリー) [5月 86]
    - ナイン・マンス（フランス語版） ( ハンガリー) [5月 87]
    - ふたりの女、ひとつの宿命（英語版） ( ハンガリー・ イギリス) [5月 88]
    - マリとユリ（英語版） ( ハンガリー) [5月 89]

  - METライブビューイング2022-23 R・シュトラウス「ばらの騎士」 ( アメリカ合衆国) [5月 90]
  - 雄獅少年/ライオン少年（中国語版） ( 中国) [5月 91]
  - ロバート・アルトマン傑作選[RE 49]
    - 雨にぬれた舗道（英語版） ( アメリカ合衆国・ カナダ) [5月 92]
    - ロバート・アルトマンのイメージズ ( イギリス) [5月 93]
    - ロング・グッドバイ ( アメリカ合衆国) [5月 94]
- 27日
  - 幾春かけて老いゆかん 歌人馬場あき子の日々 ( 日本) [5月 95]
  - 異端の純愛 ( 日本) [5月 96]
  - 修験ルネッサンス ( 日本) [5月 97]
  - タクミくんシリーズ 長い長い物語の始まりの朝。 ( 日本) [5月 98]
  - ぼくたちの哲学教室 ( アイルランド・ イギリス・ ベルギー・ フランス) [5月 99]
  - ZARD LIVE 2004「What a beautiful moment Tour」Full HD Edition ( 日本) [5月 100][46]
- 30日
  - しゅら-縄の姉妹‐ ( 日本)
  - 光をみつける ヴァイオリニスト穴澤雄介からのメッセージ ( 日本) [5月 101]

### 6月
- 2日
  - 憧れを超えた侍たち 世界一への記録 ( 日本) [6月 1]
  - アキはハルとごはんを食べたい ( 日本) [6月 2]
  - 「あんさんぶるスターズ! THE STAGE」Party Live ( 日本) [6月 3]
  - イム・ヨンウン「IM HERO THE FINAL」 ( 韓国) [6月 4]
  - ウーマン・トーキング 私たちの選択 ( アメリカ合衆国) [6月 5]
  - 英国ロイヤル・オペラ・ハウス シネマシーズン 2022/23 ロイヤル・オペラ「トゥーランドット」 ( イギリス) [6月 6]
  - 怪物 ( 日本) [6月 7]
  - 渇水 ( 日本) [6月 8]
  - 銀幕の詩 ( 日本) [6月 9][注釈 24]
  - ことの次第 4Kレストア版 ( 西ドイツ) [6月 10][RE 6]
  - スパイスより愛を込めて。 ( 日本) [6月 11]
  - たまこまーけっと 10th anniversary 特別上映 ( 日本) [6月 12][48]
  - テリファー 終わらない惨劇 ( アメリカ合衆国) [6月 13]
  - 共に生きる 書家金澤翔子 ( 日本) [6月 14]
  - ナワリヌイ ( アメリカ合衆国) [6月 15][RE 50]
  - 苦い涙 ( フランス) [6月 16]
  - 美男ペコパンと悪魔 ( 日本) [6月 17]
  - ブラック・デーモン 絶体絶命（英語版） ( アメリカ合衆国) [6月 18]
  - 劇場版 優しいスピッツ a secret session in Obihiro ( 日本) [6月 19]
  - Rodeo ロデオ（フランス語版） ( フランス) [6月 20]
- 3日
  - 宇宙の彼方より ( ドイツ) [6月 21]
  - コロナvs信心 ( 日本) [6月 22]
  - 再発見!フドイナザーロフ（英語版） ゆかいで切ない夢の旅[RE 51]
    - 海を待ちながら（ロシア語版） ( ロシア・ ベルギー・ フランス・ カザフスタン・ ドイツ・ タジキスタン) [6月 23]
    - コシュ・バ・コシュ 恋はロープウェイに乗って 4Kレストア版（英語版） ( タジキスタン) [6月 24]
    - 少年、機関車に乗る 2Kレストア版 ( タジキスタン・ ソビエト連邦) [6月 25]
    - ルナ・パパ 4Kレストア版 ( ドイツ・ オーストリア・ 日本) [6月 26]

  - 7WAYS ( 日本) [6月 27]
  - ティーンエイジ・スーパースターズ（英語版） ( イギリス) [6月 28]
- 4日
  - 佇むモンスター ( 日本) [6月 29]
- 9日
  - エシカル・ライフ・シネマ特集[RE 52]
    - ミート・ザ・フューチャー〜培養肉で変わる未来の食卓〜（英語版） ( カナダ) [6月 30]
    - リファッション～アップサイクルでよみがえる服たち～ ( 香港) [6月 31]

  - 永久少年 Eternal Boys NEXT STAGE ( 日本) [6月 32]
  - エリック・クラプトン アクロス24ナイツ ( イギリス) [6月 33]
  - ガッデム 阿修羅 ( 台湾) [6月 34]
  - コロニアの子供たち ( チリ・ フランス・ ドイツ・ アルゼンチン・ コロンビア) [6月 35]
  - テノール! 人生はハーモニー（フランス語版） ( フランス) [6月 36]
  - トップをねらえ2! ( 日本) [6月 37][RE 47]
  - 逃げきれた夢 ( 日本) [6月 38]
  - 劇場版「美少女戦士セーラームーンCosmos」≪前編≫ ( 日本) [6月 39]
  - プチ・ニコラ パリがくれた幸せ（フランス語版） ( フランス) [6月 40]
  - マゴーネ 土田康彦「運命の交差点」についての研究 ( 日本) [6月 41]
  - M3GAN/ミーガン ( アメリカ合衆国) [6月 42]
  - 水は海に向かって流れる ( 日本) [6月 43]
  - 映画 めんたいぴりり〜パンジーの花 ( 日本) [6月 44][注釈 25]
  - リトル・マーメイド ( アメリカ合衆国) [6月 45]
- 10日
  - レンタル×ファミリー ( 日本) [6月 46]
- 16日
  - 青いカフタンの仕立て屋（フランス語版） ( フランス・ モロッコ・ ベルギー・ デンマーク) [6月 47]
  - アシスタント ( アメリカ合衆国) [6月 48]
  - 英国ロイヤル・オペラ・ハウス シネマシーズン 2022/23 ロイヤル・バレエ「シンデレラ（英語版）」 ( イギリス) [6月 49]
  - カード・カウンター ( アメリカ合衆国・ イギリス・ 中国・ スウェーデン) [6月 50]
  - 忌怪島/きかいじま ( 日本) [6月 51]
  - 氷の微笑 4Kレストア版 ( アメリカ合衆国) [6月 52][RE 53]
  - ザ・フラッシュ ( アメリカ合衆国) [6月 53]
  - スパイダーマン:アクロス・ザ・スパイダーバース ( アメリカ合衆国) [6月 54]
  - 探偵マーロウ ( アメリカ合衆国・ アイルランド・ スペイン・ フランス) [6月 55]
  - 「苦い涙」公開記念<オゾンとファスビンダー>特別限定上映[RE 54]
    - ペトラ・フォン・カントの苦い涙 ( 西ドイツ) [6月 56]

  - 忍風戦隊ハリケンジャーでござる! シュシュッと20th Anniversary ( 日本) [6月 57]
  - ビデオドローム 4K ディレクターズカット版 ( アメリカ合衆国) [6月 58][RE 55]
  - ブラッククローバー 魔法帝の剣 ( 日本) [6月 59][注釈 26]
  - 兵馬俑の城（中国語版） ( 中国) [6月 60]
  - 魔女の香水 ( 日本) [6月 61]
  - METライブビューイング2022-23 テレンス・ブランチャード«チャンピオン（英語版）» ( アメリカ合衆国) [6月 62]
  - よっす、おまたせ、じゃあまたね。 ( 日本) [6月 63]
- 17日
  - いっちょらい ( 日本) [6月 64]
  - 再発見!フドイナザーロフ（英語版） ゆかいで切ない夢の旅[RE 51]
    - スーツ（ロシア語版） ( ロシア・ ウクライナ・ ドイツ・ フランス) [6月 65]

  - 世界が引き裂かれる時（ウクライナ語版） ( ウクライナ・ トルコ) [6月 66]
  - 「苦い涙」公開記念<オゾンとファスビンダー>特別限定上映[RE 54]
    - 焼け石に水 ( フランス) [6月 67]

  - 日光物語 ( 日本) [6月 68]
  - ピストルライターの撃ち方 ( 日本) [6月 69]
- 23日
  - 愛のこむらがえり ( 日本) [6月 70]
  - アトのセカイ ( 日本) [6月 71]
  - 遺灰は語る（イタリア語版） ( イタリア) [6月 72]
  - うまれる ( 日本) [6月 73]
  - 劇場版 Collar×Malice -deep cover- 後編 ( 日本) [6月 74]
  - 君は放課後インソムニア ( 日本) [6月 75]
  - 講談のおそ松さん ( 日本) [6月 76]
  - 告白、あるいは完璧な弁護 ( 韓国) [6月 77]
  - j-hope IN THE BOX ( 韓国) [6月 78]
  - SUGA: Road to D-DAY ( 韓国) [6月 79]
  - 青春ブタ野郎はおでかけシスターの夢を見ない ( 日本) [6月 80]
  - 大名倒産 ( 日本) [6月 81]
  - To Leslie トゥ・レスリー ( アメリカ合衆国) [6月 82]
  - ナショナル・シアター・ライブ「オセロー」 ( イギリス) [6月 83]
  - 70歳のチア・リーダー ( スウェーデン・ アメリカ合衆国) [6月 84]
  - NO LIMIT,YOUR LIFE ノー リミット, ユア ライフ ( 日本) [6月 85]
  - パラフィリア・サークル ( 日本) [6月 86]
  - プー あくまのくまさん ( イギリス) [6月 87]
  - 無情の世界 ( 日本) [6月 88]
  - ラブライブ!虹ヶ咲学園スクールアイドル同好会 NEXT SKY ( 日本) [6月 89]
  - リバー、流れないでよ ( 日本) [6月 90]
- 24日
  - ジョン・カサヴェテス レトロスペクティヴ リプリーズ[RE 56]
    - アメリカの影（英語版） ( アメリカ合衆国) [6月 91]
    - こわれゆく女 ( アメリカ合衆国) [6月 92]
    - フェイシズ ( アメリカ合衆国) [6月 93]
    - ラヴ・ストリームス ( アメリカ合衆国) [6月 94]

  - 東京夫婦善哉 ( 日本) [6月 95]
  - みちのみちのり ( 日本) [6月 96][注釈 27]
  - MOON and GOLDFISH ( 日本) [6月 97]
- 25日
  - ジョン・カサヴェテス レトロスペクティヴ リプリーズ[RE 56]
    - オープニング・ナイト ( アメリカ合衆国) [6月 98]
    - チャイニーズ・ブッキーを殺した男（英語版） ( アメリカ合衆国) [6月 99]
- 30日
  - インディ・ジョーンズと運命のダイヤル ( アメリカ合衆国) [6月 100]
  - 縁の下のイミグレ ( 日本) [6月 101]
  - オレンジ・ランプ ( 日本) [6月 102]
  - ギャガ・アカデミー賞受賞作品特集上映[RE 23][55]
    - アーティスト ( フランス) [6月 103]
    - イミテーション・ゲーム/エニグマと天才数学者の秘密 ( イギリス・ アメリカ合衆国) [6月 104]
    - 裏切りのサーカス ( フランス・ イギリス・ ドイツ) [6月 105]
    - 英国王のスピーチ ( イギリス・ オーストラリア) [6月 106]
    - グリーンブック ( アメリカ合衆国) [6月 107]
    - コーダ あいのうた ( アメリカ合衆国・ フランス・ カナダ) [6月 108]
    - スラムドッグ$ミリオネア ( イギリス) [6月 109]
    - 世界にひとつのプレイブック ( アメリカ合衆国) [6月 110]
    - セッション ( アメリカ合衆国) [6月 111]
    - それでも夜は明ける ( アメリカ合衆国・ イギリス) [6月 112]
    - ヘイトフル・エイト ( アメリカ合衆国) [6月 113]
    - マーガレット・サッチャー 鉄の女の涙 ( イギリス) [6月 114]
    - ミナリ ( アメリカ合衆国) [6月 115]
    - ラ・ラ・ランド ( アメリカ合衆国) [6月 116]
    - ルーム ( アイルランド・ カナダ) [6月 117]

  - GONZA ( 日本) [6月 118][注釈 28]
  - 札束と温泉 ( 日本) [6月 119]
  - 小説家の映画（朝鮮語版） ( 韓国) [6月 120]
  - それいけ!アンパンマン ロボリィとぽかぽかプレゼント ( 日本) [6月 121]
  - 断捨離パラダイス ( 日本) [6月 122]
  - 探偵マリコの生涯で一番悲惨な日 ( 日本) [6月 123]
  - 東京リベンジャーズ2 血のハロウィン編 -決戦- ( 日本) [6月 124]
  - 劇場版「美少女戦士セーラームーンCosmos」≪後編≫ ( 日本) [6月 125]
  - マルセル 靴をはいた小さな貝（英語版） ( アメリカ合衆国) [6月 126]
  - METライブビューイング2022-23 モーツァルト ≪ドン・ジョヴァンニ≫ ( アメリカ合衆国) [6月 127]
  - 山女 ( 日本・ アメリカ合衆国) [6月 128]

### 7月
- 1日
  - 命の満ち欠け ( 日本) [7月 1]
  - 赫くなれば其れ ( 日本) [7月 2]
  - 絶唱浪曲ストーリー ( 日本) [7月 3]
  - モダンかアナーキー ( 日本) [7月 4]
- 7日
  - 1秒先の彼 ( 日本) [7月 5]
  - 愛しのクノール（オランダ語版） ( オランダ) [7月 6]
  - ウルフハンターが行く! 人狼 三国志編 ( 日本) [7月 7]
  - 英国ロイヤル・オペラ・ハウス シネマシーズン 2022/23 ロイヤル・オペラ「フィガロの結婚」 ( イギリス) [7月 8]
  - 大いなる自由 ( オーストリア・ ドイツ) [7月 9]
  - キャロル・オブ・ザ・ベル 家族の絆を奏でる詩 ( ウクライナ・ ポーランド) [7月 10]
  - 交換ウソ日記 ( 日本) [7月 11]
  - 散歩屋ケンちゃん ( 日本) [7月 12]
  - SEE HEAR LOVE 見えなくても聞こえなくても愛してる ディレクターズカット版 ( 日本) [7月 13][注釈 29]
  - 先生!口裂け女です! ( 日本) [7月 14]
  - 遠いところ ( 日本) [7月 15]
  - ドキュメント サニーデイ・サービス ( 日本) [7月 16]
  - 時をかける少女 ( 日本) [7月 17][RE 57]
  - Pearl パール ( アメリカ合衆国) [7月 18]
  - バイオハザード: デスアイランド ( 日本) [7月 19]
  - 裸のランチ 4Kレストア版 ( イギリス・ カナダ) [7月 20][RE 6]
  - ヒッチハイク ( 日本) [7月 21]
  - ママボーイ ( 台湾) [7月 22]
  - ラース・フォン・トリアー レトロスペクティブ2023[RE 58][RE 59]
    - アンチクライスト ( デンマーク・ ドイツ・ フランス・ スウェーデン・ イタリア・ ポーランド) [7月 23]
    - イディオッツ 4Kデジタル修復版（デンマーク語版） ( デンマーク) [7月 24]
    - エピデミック〜伝染病 4Kデジタル修復版（英語版） ( デンマーク) [7月 25]
    - エレメント・オブ・クライム 4Kデジタル修復版（デンマーク語版） ( デンマーク) [7月 26]
      - ノクターン（デンマーク語版） ( デンマーク) [7月 27]

    - 奇跡の海 4Kデジタル修復版 ( デンマーク) [7月 28]
    - ダンサー・イン・ザ・ダーク 4Kデジタル修復版 ( デンマーク) [7月 29]
    - ドッグヴィル 4Kデジタル修復版 ( デンマーク) [7月 30]
    - ニンフォマニアック Vol.1 ディレクターズカット完全版 ( デンマーク・ ドイツ・ フランス・ ベルギー・ イギリス) [7月 31]
    - ニンフォマニアック Vol.2 ディレクターズカット完全版 ( デンマーク・ ドイツ・ フランス・ ベルギー・ イギリス) [7月 32]
    - ボス・オブ・イット・オール HDリマスター版（デンマーク語版） ( デンマーク・ スウェーデン・ アイスランド・ フランス・ イタリア・ ドイツ) [7月 33]
    - マンダレイ HDリマスター版 ( デンマーク) [7月 34]
    - メランコリア ( デンマーク・ スウェーデン・ フランス・ ドイツ・ イタリア) [7月 35]
    - ヨーロッパ 4Kデジタル修復版 ( デンマーク・ ノルウェー・ フランス・ ドイツ・ スウェーデン) [7月 36]
    - ラース・フォン・トリアーの5つの挑戦 HDリマスター版（デンマーク語版） ( デンマーク・ スイス・ ベルギー・ フランス) [7月 37]
- 8日
  - 釜石ラーメン物語 ( 日本) [7月 38]
  - 青春墓場 ( 日本) [7月 39]
  - テクノブラザーズ ( 日本) [7月 40]
  - トゥ・クール・トゥ・キル 〜殺せない殺し屋〜 ( 中国) [7月 41]
  - パロディスター ( 日本) [7月 42]
  - ピエロたち ( 日本) [7月 43]
  - マスターオブスキル For the GLORY ( 中国) [7月 44]
- 14日
  - アイスクリームフィーバー ( 日本) [7月 45]
  - ヴァチカンのエクソシスト ( アメリカ合衆国) [7月 46]
  - 金持を喰いちぎれ デジタルリマスター版（英語版） ( イギリス) [7月 47][RE 60]
  - カリコレ2023/カリテ・ファンタスティック!シネマコレクション2023[RE 61][RE 62][59]
    - グアイウ 地下鉄の怪物（英語版） ( シンガポール) [7月 48]
    - ハウス・バウンド（英語版） ( ニュージーランド) [7月 49]
    - ヘル・オブ・ザ・リビングデッド 4Kリマスター版（イタリア語版） ( イタリア・ スペイン) [7月 50]

  - 君たちはどう生きるか ( 日本) [7月 51]
  - CLOSE/クロース ( ベルギー・ フランス・ オランダ) [7月 52]
  - K.G.F: CHAPTER 1 ( インド) [7月 53]
  - K.G.F: CHAPTER 2 ( インド) [7月 54]
  - 五等分の花嫁∽ ( 日本) [7月 55]
  - サントメール ある被告 ( フランス) [7月 56]
  - DASHCAM ダッシュカム（英語版） ( アメリカ合衆国・ イギリス) [7月 57]
  - WBLC2023 ワールド・ブルース・リー・クラシック2023[RE 63]
    - 死亡の塔 日本初公開復元版 ( イギリス領香港) [7月 58]
    - 死亡遊戯 4Kリマスター版 ( イギリス領香港) [7月 59]
    - ドラゴン怒りの鉄拳 4Kリマスター版 ( イギリス領香港) [7月 60]
    - ドラゴン危機一発 4Kリマスター版 ( イギリス領香港) [7月 61]
    - ドラゴンへの道 4Kリマスター版 ( イギリス領香港) [7月 62]

  - 星くずの片隅で（中国語版） ( 香港) [7月 63]
  - マッド・ハイジ ( スイス) [7月 64]
  - METライブビューイング2022-23 モーツァルト ≪魔笛≫ ( アメリカ合衆国) [7月 65]
  - ランガスタラム ( インド) [7月 66]
- 15日
  - ウムイ 芸能の村 ( 日本) [7月 67][注釈 30]
  - カリコレ2023/カリテ・ファンタスティック!シネマコレクション2023[RE 61][RE 62][59]
    - ウルフパック/狼群 ( 中国) [7月 68]
    - ゴンタウ/降頭（中国語版） ( 香港) [7月 69]
    - ハイ・ヒート その女 諜報員（英語版） ( アメリカ合衆国) [7月 70]

  - THEATERS ( 日本) [7月 71]
  - たまつきの夢 ( 日本) [7月 72]
  - 丸木位里 丸木俊 沖縄戦の図 全14部 ( 日本) [7月 73][注釈 31]
  - わたしたちの国立西洋美術館 奇跡のコレクションの舞台裏 ( 日本) [7月 74]
- 16日
  - カリコレ2023/カリテ・ファンタスティック!シネマコレクション2023[RE 61][RE 62][59]
    - 悪魔の世代（リトアニア語版） ( リトアニア) [7月 75]
    - 江南ゾンビ（朝鮮語版） ( 香港) [7月 76]
    - ザ・フォーギブン 襲撃地帯（英語版） ( ニュージーランド) [7月 77]
- 17日
  - カリコレ2023/カリテ・ファンタスティック!シネマコレクション2023[RE 61][RE 62][59]
    - インプランテッド AI暴走 ( アメリカ合衆国) [7月 78]
    - オールドマン（英語版） ( アメリカ合衆国) [7月 79]
    - ブルドーザー少女（朝鮮語版） ( 韓国) [7月 80]
- 18日
  - カリコレ2023/カリテ・ファンタスティック!シネマコレクション2023[RE 61][RE 62][59]
    - クリスマス・ブラッディ・クリスマス（英語版） ( アメリカ合衆国) [7月 81]
- 19日
  - カリコレ2023/カリテ・ファンタスティック!シネマコレクション2023[RE 61][RE 62][59]
    - クーダ 殺し屋の流儀（英語版） ( アメリカ合衆国) [7月 82]
    - モンスター・ウォーズ ( 中国) [7月 83]
- 21日
  - 古の王子と3つの花（フランス語版） ( フランス・ ベルギー) [7月 84]
  - おそ松さん〜魂のたこ焼きパーティーと伝説のお泊り会〜 ( 日本) [7月 85]
  - 神回 ( 日本) [7月 86]
  - カリコレ2023/カリテ・ファンタスティック!シネマコレクション2023[RE 61][RE 62][59]
    - ドント・スティール 強盗の果て（イタリア語版） ( イタリア) [7月 87]

  - 世界のはしっこ、ちいさな教室 ( フランス) [7月 88]
  - セフレの品格 初恋 ( 日本) [7月 89]
  - 天空のサマン ( 日本) [7月 90]
  - ナチスに仕掛けたチェスゲーム（ドイツ語版） ( ドイツ) [7月 91]
  - 裸足になって（フランス語版） ( フランス・ アルジェリア) [7月 92]
  - パラダイス/半島 ( アメリカ合衆国) [7月 93]
  - PARALLEL -パラレル- ( 日本) [7月 94][注釈 32]
    - 人造魔法少女カイニ ( 日本) [7月 95][70]

  - 『ヒプノシスマイク -Division Rap Battle-』Rule the Stage 《Fling Posse VS MAD TRIGGER CREW》-Cinema Edit- ( 日本) [7月 96]
  - PLASTIC ( 日本) [7月 97][注釈 33]
  - ミッション:インポッシブル/デッドレコニング PART ONE ( アメリカ合衆国) [7月 98]
  - ランサム ( 日本) [7月 99]
  - 劇場版 Re:STARS 〜未来へ繋ぐ2つのきらぼし〜 ( 中国) [7月 100]
- 22日
  - 12ヶ月のカイ ( 日本) [7月 101]
- 23日
  - カリコレ2023/カリテ・ファンタスティック!シネマコレクション2023[RE 61][RE 62][59]
    - テン・ストーリーズ ( 日本) [7月 102]
- 28日
  - イノセンツ ( ノルウェー・ デンマーク・ フィンランド・ スウェーデン) [7月 103]
  - イビルアイ（英語版） ( メキシコ) [7月 104]
  - 映画 仮面ライダーギーツ/映画 王様戦隊キングオージャー
    - 映画 王様戦隊キングオージャー アドベンチャー・ヘブン ( 日本) [7月 105]
    - 映画 仮面ライダーギーツ 4人のエースと黒狐 ( 日本) [7月 106]

  - 邯鄲の夢 三重芝居と四人の役者 ( 日本) [7月 107]
  - キングダム 運命の炎 ( 日本) [7月 108]
  - キングダム エクソダス<脱出> ( デンマーク) [7月 109]
  - キングダムI デジタル修復版 ( デンマーク) [7月 110][RE 64]
  - キングダムII デジタル修復版 ( デンマーク) [7月 111][RE 64]
  - コンサート・フォー・ジョージ（英語版） ( アメリカ合衆国) [7月 112]
  - サマーウォーズ ( 日本) [7月 113][RE 57]
  - さらば、わが愛/覇王別姫 4K ( 中国・ 香港・ 台湾) [7月 114][RE 65]
  - シモーヌ フランスに最も愛された政治家（フランス語版） ( フランス) [7月 115]
  - 猫と、とうさん（英語版） ( アメリカ合衆国) [7月 116]
  - バラシファイト ( 日本) [7月 117]
  - ひまわり デジタルリマスター版 ( イタリア) [7月 118][RE 66]
  - BLUE BOY LOVER ( 日本) [7月 119]
  - プレジデント ( デンマーク・ ノルウェー・ アメリカ合衆国・ イギリス) [7月 120]
  - 劇場版 ほんとにあった!呪いのビデオ100 ( 日本) [7月 121]
  - 叢雲 ～ゴースト・エージェンシー～ ( 日本) [7月 122]
  - ライナー・ヴェルナー・ファスビンダー傑作選[RE 67]
    - 天使の影（ドイツ語版） ( スイス) [7月 123]
    - 不安は魂を食いつくす ( 西ドイツ) [7月 124]
    - マリア・ブラウンの結婚 ( 西ドイツ) [7月 125]

  - 658km、陽子の旅 ( 日本) [7月 126]
  - 我が人生最悪の時 4Kデジタルリマスター版 ( 日本) [7月 127][RE 68]
- 29日
  - 20祭 ( 日本) [7月 128]
  - みんなのジャック・ロジエ[RE 69]
    - アデュー・フィリピーヌ 2Kレストア ( フランス・ イタリア) [7月 129]
    - トルテュ島の遭難者たち 4Kレストア ( フランス) [7月 130]
    - バルドー/ゴダール 2Kレストア（フランス語版） ( フランス) [7月 131]
    - パパラッツィ 2Kレストア ( フランス) [7月 132]
    - フィフィ・マルタンガル デジタルレストア（フランス語版） ( フランス) [7月 133]
    - メーヌ・オセアン 4Kレストア ( フランス) [7月 134]

  - ルードボーイ:トロージャン・レコーズの物語 ( イギリス) [7月 135]

### 8月
- 2日
  - 僕と幽霊が家族になった件 ( 台湾) [8月 1]
- 4日
  - インスペクション ここで生きる ( アメリカ合衆国) [8月 2]
  - 海の夜明けから真昼まで ( 日本) [8月 3]
  - 炎上する君 ( 日本) [8月 4]
  - カタオモイ ( 日本) [8月 5]
  - キラーコンドーム ディレクターズカット完全版 ( ドイツ) [8月 6][RE 70]
  - ゲキ×シネ「薔薇とサムライ2 -海賊女王の帰還-」 ( 日本) [8月 7]
  - さまよえ記憶 ( 日本) [8月 8]
  - ジェーンとシャルロット（フランス語版） ( フランス) [8月 9]
  - 17歳は止まらない ( 日本) [8月 10]
  - しん次元! クレヨンしんちゃん THE MOVIE 超能力大決戦 〜とべとべ手巻き寿司〜 ( 日本) [8月 11]
  - セフレの品格 決意 ( 日本) [8月 12]
  - 特別編 響け!ユーフォニアム〜アンサンブルコンテスト〜 ( 日本) [8月 13]
  - トランスフォーマー/ビースト覚醒 ( アメリカ合衆国) [8月 14]
  - はこぶね ( 日本) [8月 15]
  - マイ・エレメント ( アメリカ合衆国) [8月 16]
    - カールじいさんのデート ( アメリカ合衆国) [8月 17][73]

  - 夢みる校長先生 ( 日本) [8月 18]
- 5日
  - 風のゆくえ ( 日本) [8月 19]
  - The Path～パルバティ・バウル 風狂の歌ごえ ( 日本) [8月 20]
  - 続 戦車闘争 [戦争]を伝え続けるということ ( 日本) [8月 21]
  - 瞬きまで ( 日本) [8月 22]
  - ミャンマー・ダイアリーズ（英語版） ( オランダ・ ミャンマー・ ノルウェー) [8月 23]
- 11日
  - アウシュヴィッツの生還者 ( カナダ・ ハンガリー・ アメリカ合衆国) [8月 24]
  - クエンティン・タランティーノ 映画に愛された男 ( アメリカ合衆国) [8月 25]
  - 30S ( 日本) [8月 26]
  - さよならエリュマントス ( 日本) [8月 27]
  - シャーク・ド・フランス（フランス語版） ( フランス) [8月 28]
  - ソウルに帰る（フランス語版） ( ドイツ・ フランス・ ベルギー・ カタール) [8月 29]
  - 認知症と生きる 希望の処方箋 ( 日本) [8月 30]
  - バービー ( アメリカ合衆国) [8月 31]
  - ミンナのウタ ( 日本) [8月 32]
  - もしかしたら私たちは別れたかもしれない（朝鮮語版） ( 韓国) [8月 33]
  - 四人姉妹 ( 日本) [8月 34]
    - TOKYO BHUTAN ( 日本) [8月 35]

  - リボルバー・リリー ( 日本) [8月 36]
- 12日
  - いつもうしろに ( 日本) [8月 37]
    - 夢見るペトロ ( 日本) [8月 38]

  - ウソトホント ( 日本) [8月 39]
  - セルゲイ・ロズニツァ ≪戦争と正義≫ ドキュメンタリー2選[74]
    - キエフ裁判 ( オランダ・ ウクライナ) [8月 40]
    - 破壊の自然史 ( ドイツ・ オランダ・ リトアニア) [8月 41]
- 18日
  - アイドルマスター ミリオンライブ! 第1幕 ( 日本) [8月 42]
  - 明ける夜に ( 日本) [8月 43]
  - アリゲーター 4Kレストア版 ( アメリカ合衆国) [8月 44][RE 71]
  - アリゲーター2 2Kレストア版 ( アメリカ合衆国) [8月 45][RE 71]
  - 1.4BILLION ( 日本) [8月 46]
  - エドワード・ヤンの恋愛時代 4Kレストア版 ( 台湾) [8月 47][RE 72]
  - 尾かしら付き。 ( 日本) [8月 48]
  - オジさん、劇団始めました。 ( 日本) [8月 49]
  - きみとまた ( 日本) [8月 50]
  - クライムズ・オブ・ザ・フューチャー ( カナダ・ ギリシャ) [8月 51]
  - クロムスカル リターンズ（英語版） ( アメリカ合衆国) [8月 52]
  - 高野豆腐店の春 ( 日本) [8月 53]
  - SAND LAND ( 日本) [8月 54]
  - ジャン・ユスターシュ映画祭[RE 73]
    - サンタクロースの眼は青い 4Kデジタルリマスター版（フランス語版） ( フランス) [8月 55]
    - ぼくの小さな恋人たち 4Kデジタルリマスター版（フランス語版） ( フランス) [8月 56]
    - ママと娼婦 4Kデジタルリマスター版 ( フランス) [8月 57]
    - わるい仲間 4Kデジタルリマスター版（フランス語版） ( フランス) [8月 58]

  - 天尊降臨ヒムカイザー THE MOVIE ( 日本) [8月 59]
  - パウ・パトロール パウ・パーティー in シアター ( アメリカ合衆国・ カナダ) [8月 60]
  - 遥かな時代の階段を 4Kデジタルリマスター版 ( 日本) [8月 61][RE 68]
  - ブギーマン ( アメリカ合衆国) [8月 62]
  - ふたりのマエストロ ( フランス) [8月 63]
  - ホラー秘宝まつり 2023[RE 74]
    - オペラ座/血の喝采 4Kリマスター版 ( イタリア) [8月 64]
    - 地獄の謝肉祭 4Kリマスター版 ( イタリア) [8月 65]
    - 世にも怪奇な物語 4Kリマスター版 ( フランス・ イタリア) [8月 66]
- 19日
  - ウルリケ・オッティンガー（ドイツ語版）「ベルリン三部作」[RE 75]
    - アル中女の肖像（ドイツ語版） ( 西ドイツ) [8月 67]
    - タブロイド紙が映したドリアン・グレイ（ドイツ語版） ( 西ドイツ) [8月 68]
    - フリーク・オルランド（ドイツ語版） ( 西ドイツ) [8月 69]

  - オオカミの家（スペイン語版） ( チリ) [8月 70]
    - 骨 ( チリ) [8月 71][75]

  - シン・ちむどんどん ( 日本) [8月 72][注釈 34]
  - テレビ、沈黙。放送不可能。II ( 日本) [8月 73]
  - 野球どアホウ未亡人 ( 日本) [8月 74]
  - Love Will Tear Us Apart ( 日本) [8月 75]
- 25日
  - あしたの少女 ( 韓国) [8月 76]
  - イ・チャンドン レトロスペクティヴ4K[RE 76]
    - イ・チャンドン アイロニーの芸術 ( フランス・ 韓国) [8月 77]
    - オアシス 4Kレストア ( 韓国) [8月 78]
    - グリーンフィッシュ 4Kレストア ( 韓国) [8月 79]
    - シークレット・サンシャイン 4Kレストア ( 韓国) [8月 80]
    - バーニング 劇場版4K ( 韓国) [8月 81]
    - ペパーミント・キャンディー 4Kレストア ( 韓国・ 日本) [8月 82]
    - ポエトリー アグネスの詩 4Kレストア ( 韓国) [8月 83]

  - 兎たちの暴走 ( 中国) [8月 84]
  - 海辺の恋人 ( 日本) [8月 85]
  - 英国ロイヤル・オペラ・ハウス シネマシーズン 2022/23 ロイヤル・バレエ「眠れる森の美女」 ( イギリス) [8月 86]
  - エリザベート1878（英語版） ( オーストリア・ ルクセンブルク・ ドイツ・ フランス) [8月 87]
  - かかってこいよ世界 ( 日本) [8月 88]
  - 機動戦士ガンダムSEED スペシャルエディション 虚空の戦場 HDリマスター ( 日本) [8月 89][RE 77]
  - 君は行く先を知らない（ペルシア語版） ( イラン) [8月 90]
  - シーナ&ロケッツ 鮎川誠 ～ロックと家族の絆～ ( 日本) [8月 91]
  - Gメン ( 日本) [8月 92]
  - 卒業 ～Tell the World I Love You～ ( タイ) [8月 93]
  - 劇場版 天元突破グレンラガン 紅蓮篇 ( 日本) [8月 94][RE 78]
  - 春に散る ( 日本) [8月 95]
  - BE:the ONE ( 日本) [8月 96]
  - ファルコン・レイク（フランス語版） ( カナダ・ フランス) [8月 97]
  - マシュー・ボーン IN CINEMA 眠れる森の美女 ( イギリス) [8月 98]
  - ＃ミトヤマネ ( 日本) [8月 99]
  - MEG ザ・モンスターズ2 ( アメリカ合衆国) [8月 100]
  - ローマの休日 製作70周年 4Kレストア版 ( アメリカ合衆国) [8月 101][RE 79]
- 26日
  - キャメラを持った男たち -関東大震災を撮る- ( 日本) [8月 102]
  - 天国か、ここ? ( 日本) [8月 103]

### 9月
- 1日
  - 悪魔の追跡 4Kデジタル・リマスター版 ( アメリカ合衆国) [9月 1][RE 80]
  - アステロイド・シティ ( アメリカ合衆国) [9月 2]
  - ウェルカム トゥ ダリ（英語版） ( アメリカ合衆国・ フランス・ イギリス) [9月 3]
  - こんにちは、母さん ( 日本) [9月 4]
  - スイート・マイホーム ( 日本) [9月 5]
  - バカ塗りの娘 ( 日本) [9月 6][注釈 35]
  - 爆竜戦隊アバレンジャー 20th 許されざるアバレ ( 日本) [9月 7]
  - PATHAAN/パターン ( インド) [9月 8]
  - 復讐の記憶（朝鮮語版） ( 韓国) [9月 9]
  - 福田村事件 ( 日本) [9月 10]
  - ブルーポルノ ( 日本) [9月 11]
  - ホーンテッドマンション ( アメリカ合衆国) [9月 12]
  - MAD CATS ( 日本) [9月 13]
  - 緑のざわめき ( 日本) [9月 14]
  - 夜が明けたら、いちばんに君に会いにいく ( 日本) [9月 15]
  - 私たちの声（英語版） ( イタリア・ インド・ アメリカ合衆国・ 日本) [9月 16]
- 2日
  - いずれあなたが知る話 ( 日本) [9月 17]
  - 鯨のレストラン ( 日本) [9月 18]
  - メンドウな人々 ( 日本) [9月 19]
  - わたしと、私と、ワタシと、 ( 日本) [9月 20]
- 8日
  - アイドルマスター ミリオンライブ! 第2幕 ( 日本) [9月 21]
  - 狎鴎亭スターダム（朝鮮語版） ( 韓国) [9月 22]
  - イエローマーガリン ( 日本) [9月 23]
  - 機動戦士ガンダムSEED スペシャルエディションII 遥かなる暁 HDリマスター ( 日本) [9月 24][RE 77]
  - 禁じられた遊び ( 日本) [9月 25]
  - さよならの朝に約束の花をかざろう ( 日本) [9月 26][RE 81]
  - 劇場版シティーハンター 天使の涙 ( 日本) [9月 27]
  - 戦慄怪奇ワールド コワすぎ! ( 日本) [9月 28]
  - ドラキュラ/デメテル号最期の航海 ( アメリカ合衆国) [9月 29]
  - ナショナル・シアター・ライブ「ベスト・オブ・エネミーズ（英語版）」 ( イギリス) [9月 30]
  - ヒンターラント ( オーストリア・ ルクセンブルク) [9月 31]
  - ほつれる ( 日本) [9月 32]
  - YOSHIKI: UNDER THE SKY ( 日本) [9月 33]
  - 6月0日 アイヒマンが処刑された日 ( イスラエル・ アメリカ合衆国) [9月 34]
  - 罠 THE TRAP 4Kデジタルリマスター版 ( 日本) [9月 35][RE 68]
- 9日
  - 映画 政見放送 ( 日本) [9月 36]
  - DAIJOBU ( 日本) [9月 37]
  - 卍 ( 日本) [9月 38]
- 12日
  - 鉛筆と銃 長倉洋海の眸 ( 日本) [9月 39]
- 15日
  - ABYSS アビス ( 日本) [9月 40]
  - アリスとテレスのまぼろし工場 ( 日本) [9月 41]
  - 熊は、いない（ペルシア語版） ( イラン) [9月 42]
  - キリング・オブ・ケネス・チェンバレン ( アメリカ合衆国) [9月 43]
  - グランツーリスモ ( アメリカ合衆国) [9月 44]
  - スーパーマリオ 魔界帝国の女神 4Kレストア版 ( アメリカ合衆国) [9月 45][RE 82]
  - Threads of Blue ( 日本) [9月 46]
  - ダンサー イン Paris（フランス語版） ( フランス・ ベルギー) [9月 47]
  - 蔦哲一朗短編特集[RE 83]
    - 新宿ステーション界隈の亡霊たち ( 日本) [9月 48]
    - ミカはヴィーナス ( 日本) [9月 49]
    - ワークショップ ( 日本) [9月 50]

  - パーフェクトブルー 4Kリマスター版 ( 日本) [9月 51][RE 84]
  - 映画 プリキュアオールスターズF ( 日本) [9月 52]
  - ブリング・ミンヨー・バック! ( 日本) [9月 53]
  - ミステリと言う勿れ ( 日本) [9月 54]
  - 名探偵ポアロ:ベネチアの亡霊 ( アメリカ合衆国) [9月 55]
  - 私の大嫌いな弟へ ブラザー&シスター（フランス語版） ( フランス) [9月 56]
- 16日
  - アフター・ミー・トゥー ( 韓国) [9月 57]
  - CARモディファイズ ( 日本) [9月 58]
  - 奇想天外映画祭2023[RE 85]
    - くすぶりの年代の記録（アラビア語版） ( アルジェリア) [9月 59]

  - 国葬の日 ( 日本) [9月 60]
  - スキンレスナイト 4Kレストア版 ( 日本) [9月 61][RE 86]
  - "敵"の子どもたち ( スウェーデン・ デンマーク・ カタール) [9月 62]
  - 沈黙の自叙伝（インドネシア語版） ( インドネシア・ ポーランド・ ドイツ・ シンガポール・ フランス・ フィリピン・ カタール) [9月 63]
  - マルセル・マルソー 沈黙のアート ( スイス) [9月 64]
  - 燃えあがる女性記者たち ( インド) [9月 65]
- 17日
  - ABBA: The Movie - Fan Event ( スウェーデン・ オーストラリア・ イギリス) [9月 66][RE 87]
- 22日
  - I 〜人に生まれて〜 ( 台湾) [9月 67]
  - =LOVE Today is your Trigger THE MOVIE ( 日本) [9月 68]
  - 英国ロイヤル・オペラ・ハウス シネマシーズン 2022/23 ロイヤル・オペラ「イル・トロヴァトーレ」 ( イギリス) [9月 69]
  - 機動戦士ガンダムSEED スペシャルエディション完結編 鳴動の宇宙 HDリマスター ( 日本) [9月 70][RE 77]
  - クリーデンス・クリアウォーター・リヴァイヴァル トラヴェリン・バンド（英語版） ( アメリカ合衆国) [9月 71]
  - GREEN GRASS～生まれかわる命～ ( 日本・ チリ) [9月 72]
  - コンフィデンシャル:国際共助捜査 ( 韓国) [9月 73]
  - ジャン=リュック・ゴダール 反逆の映画作家 ( フランス) [9月 74]
  - 女囚霊 ( 日本) [9月 75]
  - ジョン・ウィック:コンセクエンス ( アメリカ合衆国) [9月 76]
  - ストールンプリンセス:キーウの王女とルスラン ( ウクライナ) [9月 77]
  - 劇場版 天元突破グレンラガン 螺巌篇 ( 日本) [9月 78][RE 78]
  - 夏空ダンス ( 日本) [9月 79][注釈 36]
  - バーナデット ママは行方不明 ( アメリカ合衆国) [9月 80]
  - PIGGY ピギー（スペイン語版） ( スペイン) [9月 81]
  - ファッション・リイマジン ( イギリス) [9月 82]
  - フライガール ( 日本) [9月 83]
  - BOND60 007 10作品 4Kレストア[RE 88]
    - 女王陛下の007 4Kレストア ( イギリス) [9月 84]
    - 007/ゴールデンアイ 4Kレストア ( イギリス・ アメリカ合衆国) [9月 85]
    - 007は二度死ぬ 4Kレストア ( イギリス) [9月 86]
    - 007/ロシアより愛をこめて 4Kレストア ( イギリス) [9月 87]
    - 007/私を愛したスパイ 4Kレストア ( イギリス) [9月 88]

  - 街の上で ( 日本) [9月 89][RE 89]
  - MAMAMOO:MY CON THE MOVIE ( 韓国) [9月 90]
  - ミュータント・タートルズ:ミュータント・パニック! ( アメリカ合衆国) [9月 91]
  - ロスト・キング 500年越しの運命 ( イギリス) [9月 92]
- 23日
  - 女家族 ( 日本) [9月 93]
  - 草原に抱かれて ( 中国) [9月 94]
  - 台風クラブ 4Kレストア版 ( 日本) [9月 95][RE 90]
- 28日
  - IU CONCERT: THE GOLDEN HOUR ( 韓国) [9月 96]
- 29日
  - アイドルマスター ミリオンライブ! 第3幕 ( 日本) [9月 97]
  - ガッジョ・ディーロ デジタルリマスター版 ( フランス・ ルーマニア) [9月 98][RE 91]
  - コカイン・ベア ( アメリカ合衆国) [9月 99]
  - こん、こん。 ( 日本) [9月 100][注釈 37]
  - ジャム DJAM（フランス語版） ( フランス・ ギリシャ・ トルコ) [9月 101]
  - ジャンポール・ゴルチエのファッション狂騒劇 ( フランス) [9月 102]
  - 沈黙の艦隊 ( 日本) [9月 103]
  - 二十歳に還りたい。 ( 日本) [9月 104]
  - BAD LANDS バッド・ランズ ( 日本) [9月 105]
  - ハント（朝鮮語版） ( 韓国) [9月 106]
  - ヒッチコックの映画術 ( イギリス) [9月 107]
  - Fair Play/フェアプレー（英語版） ( アメリカ合衆国) [9月 108]
  - 僕の名前はルシアン ( 日本) [9月 109]
  - まなみ100% ( 日本) [9月 110]
  - ルー、パリで生まれた猫（フランス語版） ( フランス・ スイス) [9月 111]
- 30日
  - almost people ( 日本) [9月 112]

### 10月
- 1日
  - その恋、自販機で買えますか? ( 日本) [10月 1]
- 6日
  - アーバンクロウ ( 日本) [10月 2]
  - アナログ ( 日本) [10月 3]
  - アンダーカレント ( 日本) [10月 4]
  - アントニオ猪木をさがして ( 日本) [10月 5]
  - イコライザー THE FINAL ( アメリカ合衆国) [10月 6]
  - オクス駅お化け ( 韓国) [10月 7]
  - 親のお金は誰のもの 法定相続人 ( 日本) [10月 8]
  - ガールズ&パンツァー 最終章 第4話 ( 日本) [10月 9]
  - 機動戦士ガンダムSEED DESTINY スペシャルエディション 砕かれた世界 HDリマスター ( 日本) [10月 10][RE 77]
  - さよならモノトーン ( 日本) [10月 11]
  - シアター・キャンプ（英語版） ( アメリカ合衆国) [10月 12]
  - Short Trial Project 2023 ( 日本) [10月 13]
  - 旅するローマ教皇（英語版） ( イタリア) [10月 14]
  - 白鍵と黒鍵の間に ( 日本) [10月 15]
  - フラッシュオーバー 炎の消防隊 ( 中国) [10月 16]
  - 松竹ブロードウェイシネマ『ホリデイ・イン（英語版）』 ( アメリカ合衆国) [10月 17]
  - ラ・ボエーム ニューヨーク愛の歌 ( 香港・ アメリカ合衆国) [10月 18]
  - リバイバル69 〜伝説のロックフェス〜 ( カナダ・ フランス) [10月 19]
  - ロック、ストック&トゥー・スモーキング・バレルズ ( イギリス) [10月 20][RE 92]
- 7日
  - いまダンスをするのは誰だ? ( 日本) [10月 21]
  - 過去負う者 ( 日本) [10月 22]
  - 寛太と、じいちゃんの世直しチャンネル ( 日本) [10月 23]
  - 栗の森のものがたり（スロベニア語版） ( スロベニア・ イタリア) [10月 24]
  - 時代遅れの最先端 -風の谷幼稚園の子どもたち- ( 日本) [10月 25]
  - ジェイムズ・ベニング（英語版）2023 アメリカ/時間/風景[RE 93]
    - アレンズワース ( アメリカ合衆国) [10月 26]
    - RR（英語版） ( アメリカ合衆国・ ドイツ) [10月 27]
    - 11×14 ( アメリカ合衆国・ カナダ) [10月 28]

  - たいせつなひと (仮) ( 日本) [10月 29]
  - ディズニー 100 フィルム・フェスティバル[RE 94]
    - アナと雪の女王 ( アメリカ合衆国) [10月 30]

  - HAKUSHI PROJECT vol.2 ( 日本) [10月 31]
  - まだ君を知らない ( 日本) [10月 32]
  - LONESOME VACATION ( 日本) [10月 33]
- 8日
  - ジェイムズ・ベニング（英語版）2023 アメリカ/時間/風景[RE 93]
    - キャスティング・ア・グランス ( アメリカ合衆国) [10月 34]
    - ランドスケープ・スーサイド（英語版） ( アメリカ合衆国) [10月 35]

  - ディズニー 100 フィルム・フェスティバル[RE 94]
    - ベイマックス ( アメリカ合衆国) [10月 36]
- 9日
  - ジェイムズ・ベニング（英語版）2023 アメリカ/時間/風景[RE 93]
    - セントラル・ヴァレー ( アメリカ合衆国) [10月 37]
    - ソゴビ ( アメリカ合衆国) [10月 38]
    - ロス ( アメリカ合衆国) [10月 39]
- 13日
  - アアルト ( フィンランド) [10月 40]
  - うかうかと終焉 ( 日本) [10月 41]
  - 宇宙探索編集部 ( 中国) [10月 42]
  - 大雪海のカイナ ほしのけんじゃ ( 日本) [10月 43]
  - オペレーション・フォーチュン ( イギリス・ アメリカ合衆国) [10月 44]
  - キリエのうた ( 日本) [10月 45]
  - ギルバート・グレイプ ( アメリカ合衆国) [10月 46][RE 95]
  - 鯨の骨 ( 日本) [10月 47]
  - くるりのえいが ( 日本) [10月 48]
  - ザ・ドライバー 4Kレストア版 ( アメリカ合衆国) [10月 49][RE 96]
  - SOMEDAYS ( 日本) [10月 50][注釈 38]
  - シック・オブ・マイセルフ（ノルウェー語版） ( ノルウェー・ スウェーデン・ デンマーク・ フランス) [10月 51]
  - 春画先生 ( 日本) [10月 52]
  - 女子大小路の名探偵 ( 日本) [10月 53]
  - 白石晃士の決して送ってこないで下さい ( 日本) [10月 54]
  - 死霊館のシスター 呪いの秘密 ( アメリカ合衆国) [10月 55]
  - 月 ( 日本) [10月 56]
  - テイラー・スウィフト: THE ERAS TOUR ( アメリカ合衆国) [10月 57]
  - 配信犯罪（朝鮮語版） ( 韓国) [10月 58]
  - ミュージカル『刀剣乱舞』 〜真剣乱舞祭2022〜4DX ( 日本) [10月 59]
  - ゆとりですがなにか インターナショナル ( 日本) [10月 60]
  - ロストサマー ( 日本) [10月 61]
- 14日
  - 女の仕事 ( 日本) [10月 62]
  - サーチライト -遊星散歩- ( 日本) [10月 63]
  - シェアの法則 ( 日本) [10月 64]
  - 静かに燃えて ( 日本) [10月 65]
  - ディズニー 100 フィルム・フェスティバル[RE 94]
    - シンデレラ ( アメリカ合衆国) [10月 66]

  - メドゥーサ デラックス（英語版） ( イギリス) [10月 67]
  - ヨーロッパ新世紀 ( ルーマニア・ フランス・ ベルギー) [10月 68]
- 15日
  - ディズニー 100 フィルム・フェスティバル[RE 94]
    - モアナと伝説の海 ( アメリカ合衆国) [10月 69]
- 20日
  - 石岡タロー ( 日本) [10月 70]
  - おまえの罪を自白しろ ( 日本) [10月 71]
  - カンダハル 突破せよ ( イギリス) [10月 72]
  - 絆のものがたり 〜心と心を結ぶもの〜 ( 日本) [10月 73]
  - 機動戦士ガンダムSEED DESTINY スペシャルエディションII それぞれの剣 HDリマスター ( 日本) [10月 74][RE 77]
  - 極限境界線-救出までの18日間- ( 韓国) [10月 75]
  - キラーズ・オブ・ザ・フラワームーン ( アメリカ合衆国) [10月 76]
  - 愚鈍の微笑み ( 日本) [10月 77]
  - ザ・クリエイター/創造者 ( アメリカ合衆国) [10月 78]
  - 職場秘汁 魔性の指使い ( 日本)[10月 79]
  - 退屈なエンドロール ( 日本) [10月 80]
  - 劇場版デジモンアドベンチャーシリーズ「3本立て」一挙上映[RE 97]
    - デジモンアドベンチャー ( 日本) [10月 81]
    - デジモンアドベンチャー ぼくらのウォーゲーム! ( 日本) [10月 82]
    - デジモンアドベンチャー02 ディアボロモンの逆襲 ( 日本) [10月 83]

  - 毒舌弁護人〜正義への戦い〜（広東語版） ( 香港) [10月 84]
  - ナイアド 〜その決意は海を越える〜 ( アメリカ合衆国) [10月 85]
  - ナショナル・シアター・ライブ「善き人」 ( イギリス) [10月 86]
  - 熱風!!南インド映画の世界[RE 98]
    - サイラー ナラシムハー・レッディ 偉大なる反逆者（テルグ語版） ( インド) [10月 87]
    - プシュパ 覚醒 ( インド) [10月 88]
    - マガディーラ 勇者転生 完全版 ( インド) [10月 89]
    - ヤマドンガ ( インド) [10月 90]

  - ふまじめ通信 ( 日本) [10月 91]
  - 僕のヒーローアカデミア「雄英ヒーローズ・バトル」 ( 日本) [10月 92]
  - 北極百貨店のコンシェルジュさん ( 日本) [10月 93]
  - Love song ( 日本) [10月 94]
  - リゾートバイト ( 日本) [10月 95]
  - 私はモーリーン・カーニー 正義を殺すのは誰?（フランス語版） ( フランス・ ドイツ) [10月 96]
  - 悪い子バビー（英語版） ( オーストラリア・ イタリア) [10月 97][RE 99]
  - ONE PIECE FILM RED (4Kアップコンバート&リテイク特別版) ( 日本) [10月 98][RE 100]
- 21日
  - 消えない灯り ( 日本) [10月 99]
  - JOURNEY ( 日本) [10月 100]
  - ディズニー 100 フィルム・フェスティバル[RE 94]
    - リトル・マーメイド ( アメリカ合衆国) [10月 101]

  - Project Civilian Bird ( 日本) [10月 102]
  - HOSHI 35/ホシクズ ( 日本) [10月 103]
  - 道で拾った女 ( 日本) [10月 104]
- 22日
  - ディズニー 100 フィルム・フェスティバル[RE 94]
    - ズートピア ( アメリカ合衆国) [10月 105]
- 27日
  - アイドルマスター シャイニーカラーズ 第1章 ( 日本) [10月 106]
  - 愛にイナズマ ( 日本) [10月 107]
  - アンダーグラウンド 4Kデジタルリマスター版 ( フランス・ ドイツ・ ハンガリー) [10月 108][RE 101]
  - 唄う六人の女 ( 日本) [10月 109]
  - オペレーション・ゴールド（英語版） ( アメリカ合衆国) [10月 110]
  - ガンズ&バレッツ CODE:White（英語版） ( アメリカ合衆国) [10月 111]
  - Kino Festival 2023[RE 102]
    - ジョージタウン（英語版） ( アメリカ合衆国) [10月 112]

  - シン・ゴジラ:オルソ ( 日本) [10月 113][RE 103]
  - こいびとのみつけかた ( 日本) [10月 114]
  - ザ・キラー ( アメリカ合衆国) [10月 115]
  - SISU/シス 不死身の男（フィンランド語版） ( フィンランド) [10月 116]
  - 自宅でありがとう。さようなら ( 日本) [10月 117]
  - SPELL～呪われたら、終わり〜第1章 ( 日本) [10月 118]
  - タカラヅカ・レビュー・シネマ 星組公演「1789 -バスティーユの恋人たち-」リミテッド上映 ( 日本) [10月 119]
  - デジモンアドベンチャー02 THE BEGINNING ( 日本) [10月 120]
  - ドミノ ( アメリカ合衆国) [10月 121]
  - ドリー・ベルを覚えているかい?（セルビア・クロアチア語版） ( ユーゴスラビア) [10月 122][RE 101]
  - トンソン荘事件の記録（朝鮮語版） ( 韓国) [10月 123]
  - ビー・ガン ショートストーリー ( 中国・ フランス) [10月 124][86]
  - 僕らの千年と君が死ぬまでの30日間 ( 日本) [10月 125]
  - ラスト17デー ( 日本) [10月 126]
  - 竜二 ( 日本) [10月 127][RE 104][RE 105]
- 28日
  - 海鳴りがきこえる ( 日本) [10月 128]
  - オカルト地蔵 ( 日本) [10月 129]
  - 近くて遠い親子 ( 日本) [10月 130]
  - ディズニー 100 フィルム・フェスティバル[RE 94]
    - 塔の上のラプンツェル ( アメリカ合衆国) [10月 131]
- 29日
  - ディズニー 100 フィルム・フェスティバル[RE 94]
    - ファンタジア ( アメリカ合衆国) [10月 132]

### 11月
- 3日
  - 『インファナル・アフェア 4K』3部作[RE 106]
    - インファナル・アフェア 4K ( 香港) [11月 1]
    - インファナル・アフェアII 無間序曲 4K ( 香港) [11月 2]
    - インファナル・アフェアIII 終極無間 4K ( 香港) [11月 3]

  - 劇場版 江口拓也の俺たちだって癒されたい!〜宮城の旅〜 ( 日本) [11月 4]
  - おしょりん ( 日本) [11月 5][注釈 39]
  - かぞく ( 日本) [11月 6]
  - 機動戦士ガンダムSEED DESTINY スペシャルエディションIII 運命の業火 HDリマスター ( 日本) [11月 7][RE 77]
  - Kino Festival 2023[RE 102]
    - ハネス（ドイツ語版） ( ドイツ) [11月 8]

  - キャロル・キング ホーム・アゲイン ライブ・イン・セントラルパーク ( アメリカ合衆国) [11月 9]
  - 恐解釈 花咲か爺さん ( 日本) [11月 10]
  - 軽蔑 60周年4Kレストア版 ( フランス・ イタリア・ アメリカ合衆国) [11月 11][RE 107]
  - ゴジラ-1.0 ( 日本) [11月 12]
  - サタデー・フィクション ( 中国) [11月 13]
  - さよなら ほやマン ( 日本) [11月 14]
  - 人生に詰んだ元アイドルは、赤の他人のおっさんと住む選択をした ( 日本) [11月 15]
  - 人生は、美しい（朝鮮語版） ( 韓国) [11月 16]
  - 映画 すみっコぐらし ツギハギ工場のふしぎなコ ( 日本) [11月 17]
  - ダウンタウン・ユートピア ( 日本) [11月 18]
  - パトリシア・ハイスミスに恋して ( スイス・ ドイツ) [11月 19]
  - 火の鳥 エデンの花 ( 日本) [11月 20]
  - やぶからぼうに笑え ( 日本) [11月 21]
  - 夜風に吹かれて もうひとつの日光物語 ( 日本) [11月 22]
  - 理想郷 ( スペイン・ フランス) [11月 23]
  - 私がやりました ( フランス) [11月 24]
- 4日
  - 青すぎる、青 ( 日本) [11月 25][注釈 40]
  - あずきと雨 ( 日本) [11月 26]
  - あっちこっち じゃあにー ( 日本) [11月 27]
  - 生きない ( 日本) [11月 28]
  - イバラ・夜の祈り ( 日本) [11月 29]
  - 二人静か ( 日本) [11月 30]
- 10日
  - 蟻の王（イタリア語版） ( イタリア) [11月 31]
  - 映画の朝ごはん ( 日本) [11月 32]
  - ガールズドライブ ( 日本) [11月 33]
  - Kino Festival 2023[RE 102]
    - イン・セイフ・ハンズ（フランス語版） ( フランス・ ベルギー) [11月 34]

  - 銀魂オンシアター2D バラガキ篇 ( 日本) [11月 35]
  - 攻殻機動隊 SAC_2045 持続可能戦争 ( 日本) [11月 36][RE 108]
  - 劇場版「ゴードン探偵事務所 はじまりのシュガー」 ( 日本) [11月 37]
  - 駒田蒸留所へようこそ ( 日本) [11月 38]
  - STORY GAME ストーリー・ゲーム ( アメリカ合衆国) [11月 39]
  - SPELL〜呪われたら、終わり〜第2章 ( 日本) [11月 40]
  - 正欲 ( 日本) [11月 41]
  - Dance with the Issue ( 日本) [11月 42]
  - つ。 ( 日本) [11月 43]
  - デシベル（朝鮮語版） ( 韓国) [11月 44]
  - TOKYO, I LOVE YOU ( 日本) [11月 45]
  - バッファロー'66 ( アメリカ合衆国) [11月 46][RE 109]
  - 花腐し ( 日本) [11月 47]
  - ハミンンンンンング ( 日本) [11月 48]
  - 舞台・エヴァンゲリオン ビヨンド ( 日本) [11月 49]
  - ブルー・ウインド・ブローズ ( 日本) [11月 50][RE 110]
    - 終点、お化け煙突まえ。 ( 日本) [11月 51]

  - 震える家族（朝鮮語版） ( 韓国) [11月 52]
  - 法廷遊戯 ( 日本) [11月 53]
  - 劇場版 僕らのGalileo Galilei〜会えたね〜 ( 日本) [11月 54][注釈 41]
  - ぼくは君たちを憎まないことにした（フランス語版） ( ドイツ・ フランス・ ベルギー) [11月 55]
  - マーベルズ ( アメリカ合衆国) [11月 56]
  - MOON CHILD 〜20周年記念上映〜 ( 日本) [11月 57][RE 111]
  - 4日間 FOUR DAYS, TOKIO ( 日本) [11月 58]
- 11日
  - 1%の風景 ( 日本) [11月 59]
  - きのう生まれたわけじゃない ( 日本) [11月 60]
  - クリエイターズ・フィールド ショートフィルム セレクション vol.2 ( 日本) [11月 61]
  - ケト・サピエンスは牧草牛の夢を見るか? ( 日本) [11月 62]
  - JAZZ GODFATHER ( 日本) [11月 63]
  - SEIJUN RETURNS in 4K[RE 37]
    - 陽炎座 4Kデジタル完全修復版 ( 日本) [11月 64]
    - 夢二 4Kデジタル完全修復版 ( 日本) [11月 65]

  - 映画 (窒息) ( 日本) [11月 66]
  - Me? Xavier! ( 日本) [11月 67]
  - ゆりに首ったけ ( 日本) [11月 68]
- 17日
  - OUT ( 日本) [11月 69]
  - アメリ デジタルリマスター版 ( フランス) [11月 70][RE 112]
  - 犬王 ( 日本) [11月 71][RE 113]
  - エイジ オブ エターナル ( 日本) [11月 72]
  - 回廊とデコイ ( 日本) [11月 73]
  - 鬼太郎誕生 ゲゲゲの謎 ( 日本) [11月 74]
  - 機動戦士ガンダムSEED DESTINY スペシャルエディション完結編 自由の代償 HDリマスター ( 日本) [11月 75][RE 77]
  - Kino Festival 2023[RE 102]
    - ファイナル・セット（フランス語版） ( フランス) [11月 76]

  - 結束バンドLIVE -恒星- ( 日本) [11月 77]
  - コーポ・ア・コーポ ( 日本) [11月 78]
  - SUNRISE TO SUNSET ( 日本) [11月 79]
  - 椎名林檎と彼奴等と知る諸行無常 ( 日本) [11月 80]
  - JFK/新証言 知られざる陰謀【劇場版】 ( アメリカ合衆国) [11月 81]
  - 車軸 ( 日本) [11月 82]
  - スキンフォード:処刑宣告 ( オーストラリア) [11月 83]
  - スラムドッグス ( アメリカ合衆国) [11月 84]
  - ぬくもりの内側 ( 日本) [11月 85]
  - PHANTOM/ユリョンと呼ばれたスパイ（朝鮮語版） ( 韓国) [11月 86]
  - ファンファーレ ( 日本) [11月 87]
  - BOND60 007 10作品 4Kレストア[RE 88]
    - 007/サンダーボール作戦 4Kレストア ( イギリス) [11月 88]
    - 007 スカイフォール ( アメリカ合衆国) [11月 89]
    - 007/ドクター・ノオ 4Kレストア ( イギリス) [11月 90]
    - 007/ノー・タイム・トゥ・ダイ ( アメリカ合衆国) [11月 91]
    - 007/リビング・デイライツ 4Kレストア ( イギリス) [11月 92]

  - メカバース:少年とロボット ( シンガポール) [11月 93]
  - モナ・リザ アンド ザ ブラッドムーン（英語版） ( オーストラリア) [11月 94]
  - ロイ・ハーグローヴ 人生最期の音楽の旅 ( アメリカ合衆国) [11月 95]
- 18日
  - 曖昧な楽園 ( 日本) [11月 96]
  - 演者 ( 日本) [11月 97][注釈 42]
  - クオリア ( 日本) [11月 98]
  - シンデレラガール ( 日本) [11月 99]
  - 東京遭難 ( 日本) [11月 100]
  - NO 選挙,NO LIFE ( 日本) [11月 101]
  - リアリティ ( アメリカ合衆国) [11月 102]
- 23日
  - カムイのうた ( 日本) [11月 103]
  - 首 ( 日本) [11月 104]
  - 攻殻機動隊 SAC_2045 最後の人間 ( 日本) [11月 105]
  - ゴーストワールド ( アメリカ合衆国) [11月 106][RE 114]
  - シチリア・サマー（イタリア語版） ( イタリア) [11月 107]
  - 劇場版 シルバニアファミリー フレアからのおくりもの ( 日本) [11月 108]
  - 翔んで埼玉 〜琵琶湖より愛をこめて〜 ( 日本) [11月 109]
  - 劇場版 ポールプリンセス!! ( 日本) [11月 110]
  - 燃えよドラゴン 劇場公開版 4Kリマスター ( 香港・ アメリカ合衆国) [11月 111][RE 115]
  - ロスト・フライト ( イギリス・ アメリカ合衆国) [11月 112]
- 24日
  - アイドルマスター シャイニーカラーズ 第2章 ( 日本) [11月 113]
  - Kino Festival 2023[RE 102]
    - クイーンピンズ ( アメリカ合衆国) [11月 114]

  - THE FOOLS 愚か者たちの歌 完全版 ( 日本) [11月 115]
  - サムシング・イン・ザ・ダート（英語版） ( アメリカ合衆国) [11月 116]
  - シキ ( 日本) [11月 117]
  - JULLAY 群青のラダック ( 日本) [11月 118]
  - DEVILMAN crybaby ( 日本) [11月 119][RE 113]
  - 春の画 SHUNGA ( 日本) [11月 120]
  - マイマザーズアイズ ( 日本) [11月 121]
  - 水いらずの星 ( 日本) [11月 122]
- 25日
  - イルカはフラダンスを踊るらしい ( 日本) [11月 123]
  - 365DAYs+ ( 日本) [11月 124]
  - ディス・マジック・モーメント ( 日本) [11月 125]
  - 虹のかけら ( 日本) [11月 126]
  - ほかげ ( 日本) [11月 127]
  - マイ・ファミリー〜自閉症の僕のひとり立ち（オランダ語版） ( オランダ) [11月 128]
  - めためた ( 日本) [11月 129]

### 12月
- 1日
  - 朝がくるとむなしくなる ( 日本) [12月 1]
  - アダミアニ 祈りの谷 ( 日本・ オランダ) [12月 2]
  - 在りのままで進め ( 日本) [12月 3]
    - 在りのままで咲け ( 日本) [12月 4]

  - エクソシスト 信じる者 ( アメリカ合衆国) [12月 5]
  - 怪物の木こり ( 日本) [12月 6]
  - Kino Festival 2023[RE 102]
    - プチバンピ（フランス語版） ( フランス・ ベルギー) [12月 7]

  - グリーフケアの時代に ( 日本) [12月 8]
  - ショータイム!（フランス語版） ( フランス) [12月 9]
  - 女優は泣かない ( 日本) [12月 10]
  - スイッチ 人生最高の贈り物 ( 韓国) [12月 11]
  - 青春ブタ野郎はランドセルガールの夢を見ない ( 日本) [12月 12]
  - 戦場のピアニスト 4Kデジタルリマスター版 ( フランス・ ドイツ・ ポーランド・ イギリス) [12月 13][RE 116]
  - そして、優子II ( 日本) [12月 14][注釈 43]
  - 父は憶えている ( キルギス・ 日本・ オランダ・ フランス) [12月 15]
  - ナポレオン ( アメリカ合衆国・ イギリス) [12月 16]
  - 光る校庭 ( 日本) [12月 17]
  - バッド・デイ・ドライブ ( イギリス・ アメリカ合衆国・ フランス) [12月 18]
  - ペルリンプスと秘密の森（ポルトガル語版） ( ブラジル) [12月 19]
  - ポッド・ジェネレーション（英語版） ( ベルギー・ フランス・ イギリス) [12月 20]
  - 香港怪奇物語 歪んだ三つの空間（中国語版） ( 香港) [12月 21]
  - MY (K)NIGHT マイ・ナイト ( 日本) [12月 22]
  - 右へいってしまった人 ( 日本) [12月 23]
  - 4つの出鱈目と幽霊について ( 日本) [12月 24]
  - 隣人X -疑惑の彼女- ( 日本) [12月 25]
- 2日
  - 18歳のおとなたち ( 日本) [12月 26]
  - 他人と一緒に住むという事 ( 日本) [12月 27]
  - ふたりの傷跡 ( 日本) [12月 28][注釈 44]
  - ホゾを咬む ( 日本) [12月 29]
  - Maelstrom マエルストロム ( 日本) [12月 30]
  - メロスたち ( 日本) [12月 31]
- 3日
  - メンゲレと私 ( オーストリア) [12月 32]
- 6日
  - NCT NATION: To The World in Cinemas ( 韓国) [12月 33]
- 8日
  - あの花が咲く丘で、君とまた出会えたら。 ( 日本) [12月 34]
  - 市子 ( 日本) [12月 35]
  - Winter boy（フランス語版） ( フランス) [12月 36]
  - VORTEX ヴォルテックス（フランス語版） ( フランス) [12月 37]
  - ウォンカとチョコレート工場のはじまり ( アメリカ合衆国・ イギリス) [12月 38]
  - WKW ザ・ビギニング[RE 117]
    - いますぐ抱きしめたい 4K ( 香港) [12月 39]
    - 欲望の翼 4K ( 香港) [12月 40]

  - 宇宙戦艦ヤマト 4Kリマスター版 ( 日本) [12月 41][RE 118]
  - 劇場版 乙女ゲームの破滅フラグしかない悪役令嬢に転生してしまった… ( 日本) [12月 42]
  - 彼方の閃光 ( 日本・ アメリカ合衆国) [12月 43]
  - Kino Festival 2023[RE 102]
    - キッズ・アー・バック（フランス語版） ( フランス) [12月 44]

  - 恐解釈 桃太郎 ( 日本) [12月 45]
  - ダンジョン飯 ～Delicious in Dungeon～ ( 日本) [12月 46]
  - 中島みゆき 劇場版 夜会の軌跡 1989～2002 ( 日本) [12月 47]
  - 光る鯨 ( 日本) [12月 48]
  - 平井堅 Ken's Bar 25th Anniversary Collection in Cinema ( 日本) [12月 49]
  - ファミリー・ディナー（ドイツ語版） ( オーストリア) [12月 50]
  - ヘル・レイザー <4K> ( イギリス) [12月 51][RE 119]
  - マエストロ: その音楽と愛と ( アメリカ合衆国) [12月 52]
  - 窓ぎわのトットちゃん ( 日本) [12月 53]
  - マリの話 ( 日本) [12月 54]
  - METライブビューイング2023-24 ジェイク・ヘギー（英語版） ≪デッドマン・ウォーキング（英語版）≫ ( アメリカ合衆国) [12月 55]
  - ロマンチック金銭感覚 ( 日本) [12月 56][注釈 45]
  - 私が私である場所 ( 日本) [12月 57][注釈 46]
- 9日
  - 王国 (あるいはその家について) ( 日本) [12月 58]
  - 最悪な子どもたち（フランス語版） ( フランス) [12月 59]
  - 広島を上演する ( 日本) [12月 60]
  - 物体 -妻が哲学ゾンビになった- ( 日本) [12月 61]
  - ブルーを笑えるその日まで ( 日本) [12月 62]
  - ヤジと民主主義 劇場拡大版 ( 日本) [12月 63]
- 13日
  - お金が足りない。 ( 日本) [12月 64]
- 15日
  - あみはおばけ ( 日本) [12月 65]
  - ウィッシュ ( アメリカ合衆国) [12月 66]
    - ワンス・アポン・ア・スタジオ -100年の思い出- ( アメリカ合衆国) [12月 67][95]

  - 英国ロイヤル・オペラ・ハウス シネマシーズン 2023/24 ロイヤル・オペラ「ラインの黄金」 ( イギリス) [12月 68]
  - 枯れ葉 ( フィンランド・ ドイツ) [12月 69]
  - きっと、それは愛じゃない（英語版） ( イギリス) [12月 70]
  - Kino Festival 2023[RE 102]
    - イッツ・フォー・ユア・オウン・グッド（ドイツ語版） ( ドイツ) [12月 71]

  - 義父養父 ( 日本) [12月 72]
  - 99%、いつも曇り ( 日本) [12月 73]
  - 心のありか ( 日本) [12月 74]
  - The Night Before ( 日本) [12月 75]
  - Starting Over ( 日本) [12月 76][注釈 47]
  - スリ・アシィ ( インドネシア) [12月 77]
  - ティル ( アメリカ合衆国) [12月 78]
  - DAUGHTER ( 日本) [12月 79]
  - パウ・パトロール ザ・マイティ・ムービー ( アメリカ合衆国) [12月 80]
    - ドーラとまぼろしの生き物 ( アメリカ合衆国) [12月 81][97]

  - 阪神タイガースTHE MOVIE 2023 -栄光のARE- ( 日本) [12月 82]
  - ひつじのショーン ムービー・フェスティバル with ウォレスとグルミット ( イギリス) [12月 83][RE 120]
    - 映画 ひつじのショーン 〜バック・トゥ・ザ・ホーム〜 ( イギリス・ フランス) [12月 84]
    - 映画 ひつじのショーン UFOフィーバー! ( イギリス・ フランス) [12月 85]
    - 「ウォレスとグルミット」傑作選
      - ウォレスとグルミット チーズ・ホリデー（英語版） ( イギリス) [12月 86]
      - ウォレスとグルミット ペンギンに気をつけろ!（英語版） ( イギリス) [12月 87]
      - ウォレスとグルミット、危機一髪!（英語版） ( イギリス) [12月 88]

    - 「ウォレスとグルミット ベーカリー街の悪夢」+「ひつじのショーン クリスマスの冒険 劇場公開版」
      - ウォレスとグルミット ベーカリー街の悪夢（英語版） ( イギリス) [12月 89]
      - ひつじのショーン ～クリスマスの冒険～ 劇場公開版（英語版） ( イギリス) [12月 90]

  - Polar Night ( 日本) [12月 91]
  - ポトフ 美食家と料理人 ( フランス) [12月 92]
  - 未帰還の友に ( 日本) [12月 93]
  - 屋根裏のラジャー ( 日本) [12月 94]
- 16日
  - Good Luck My Road ( 日本) [12月 95]
  - 香港の流れ者たち（広東語版） ( 香港) [12月 96]
- 18日
  - エターナルラブが蔓延した日 ( 日本) [12月 97]
- 21日
  - Renaissance: A Film by Beyoncé（英語版） ( アメリカ合衆国) [12月 98]
- 22日
  - 赤い糸 輪廻のひみつ（中国語版） ( 台湾) [12月 99]
  - 阿彦哲郎物語 戦争の囚われ人 ( カザフスタン・ 日本) [12月 100]
  - A24の知られざる映画たち presented by U-NEXT[RE 121]
    - アース・ママ（英語版） ( イギリス・ アメリカ合衆国) [12月 101]
    - ヴァル・キルマー/映画に人生を捧げた男（英語版） ( アメリカ合衆国) [12月 102]
    - エターナル・ドーター（英語版） ( イギリス・ アメリカ合衆国) [12月 103]
    - オール・ダート・ロード・テイスト・オブ・ソルト（英語版） ( アメリカ合衆国) [12月 104]
    - ゴッズ・クリーチャー ( イギリス・ アイルランド) [12月 105]
    - ザ・ヒューマンズ ( アメリカ合衆国) [12月 106]
    - ショーイング・アップ（英語版） ( アメリカ合衆国) [12月 107]
    - スライス（英語版） ( アメリカ合衆国) [12月 108]
    - ファニー・ページ（英語版） ( アメリカ合衆国) [12月 109]
    - ロー・タイド（英語版） ( アメリカ合衆国) [12月 110]
    - フォルス・ポジティブ ( アメリカ合衆国) [12月 111]

  - 神の道化師、フランチェスコ デジタル・リマスター版 ( イタリア) [12月 112][RE 122]
  - 仮面ライダー THE WINTER MOVIE ガッチャード&ギーツ 最強ケミー★ガッチャ大作戦 ( 日本) [12月 113]
  - 死が美しいなんて誰が言った ( 日本) [12月 114]
  - 劇場版 SPY×FAMILY CODE: White ( 日本) [12月 115]
  - ちっちゃいサムライ 三浦正雄の子供時代 ( カザフスタン・ 日本・ キルギス) [12月 116]
  - 電エースカオス ( 日本) [12月 117]
  - TALK TO ME/トーク・トゥ・ミー ( オーストラリア) [12月 118]
  - PERFECT DAYS ( 日本) [12月 119]
  - ハンガー・ゲーム0 ( アメリカ合衆国) [12月 120]
  - ファースト・カウ ( アメリカ合衆国) [12月 121]
  - モーターヘッド/ザ・ワールド・イズ・アワーズVol.2（英語版） ( ドイツ・ イギリス) [12月 122]
  - 雪山の絆 ( スペイン・ アメリカ合衆国・ ウルグアイ・ チリ) [12月 123]
- 23日
  - カール・テオドア・ドライヤー セレクション vol.2[RE 123]
    - あるじ（デンマーク語版） ( デンマーク) [12月 124]
    - ゲアトルーズ（デンマーク語版） ( デンマーク) [12月 125]
    - 裁かるゝジャンヌ ( フランス) [12月 126]
    - ミカエル（ドイツ語版） ( ドイツ) [12月 127]

  - 脱・東京芸人 ( 日本) [12月 128][注釈 48]
  - なんでかね〜鶴見 ガーエーにはまだ早い ( 日本) [12月 129]
  - 火だるま槐多よ ( 日本) [12月 130]
- 29日
  - アンブッシュ（アラビア語版） ( アラブ首長国連邦・ フランス) [12月 131]
  - エマニエル夫人 4Kレストア版 ( フランス) [12月 132][RE 124]
  - サンクスギビング ( アメリカ合衆国) [12月 133]
  - さよならエマニエル夫人 デジタルリマスター版 ( フランス) [12月 134][RE 124]
  - 続エマニエル夫人 デジタルリマスター版 ( フランス) [12月 135][RE 124]
  - 宝くじの不時着 1等当選くじが飛んでいきました（朝鮮語版） ( 韓国) [12月 136]
  - NOCEBO/ノセボ（英語版） ( アイルランド・ イギリス・ フィリピン・ アメリカ合衆国) [12月 137]
  - ブルーバック あの海を見ていた（英語版） ( オーストラリア) [12月 138]
  - 僕が宇宙に行った理由 ( 日本) [12月 139]
  - MARINES DOCUMENTARY 2023 今日をチャンスに変える。 ( 日本) [12月 140]
  - ムーミンパパの思い出 ( フィンランド) [12月 141]
  - ラ・メゾン 小説家と娼婦（フランス語版） ( フランス・ ベルギー) [12月 142]